# Tessalonica
Tessalonica (/tessaˈlɔnika/ o /tessaloˈnika/; in greco Θεσσαλονίκη?, Thessalonikī; in latino Thessalonīca) fu fondata all'incirca nel 315 a.C. da Cassandro, Re dei Macedoni. Nel 146 a.C. fu conquistata dai Romani e fece parte della provincia romana di Macedonia.
Oggi è chiamata in italiano Salonicco, che deriva dal turco Selanik, ma nella lingua nativa e nella stragrande maggioranza delle lingue mantiene il suo nome originale ripreso ufficialmente dopo che la città tornò greca (inizio XX secolo).

## La città ellenistica (315-146 a.C.)

### Fondazione

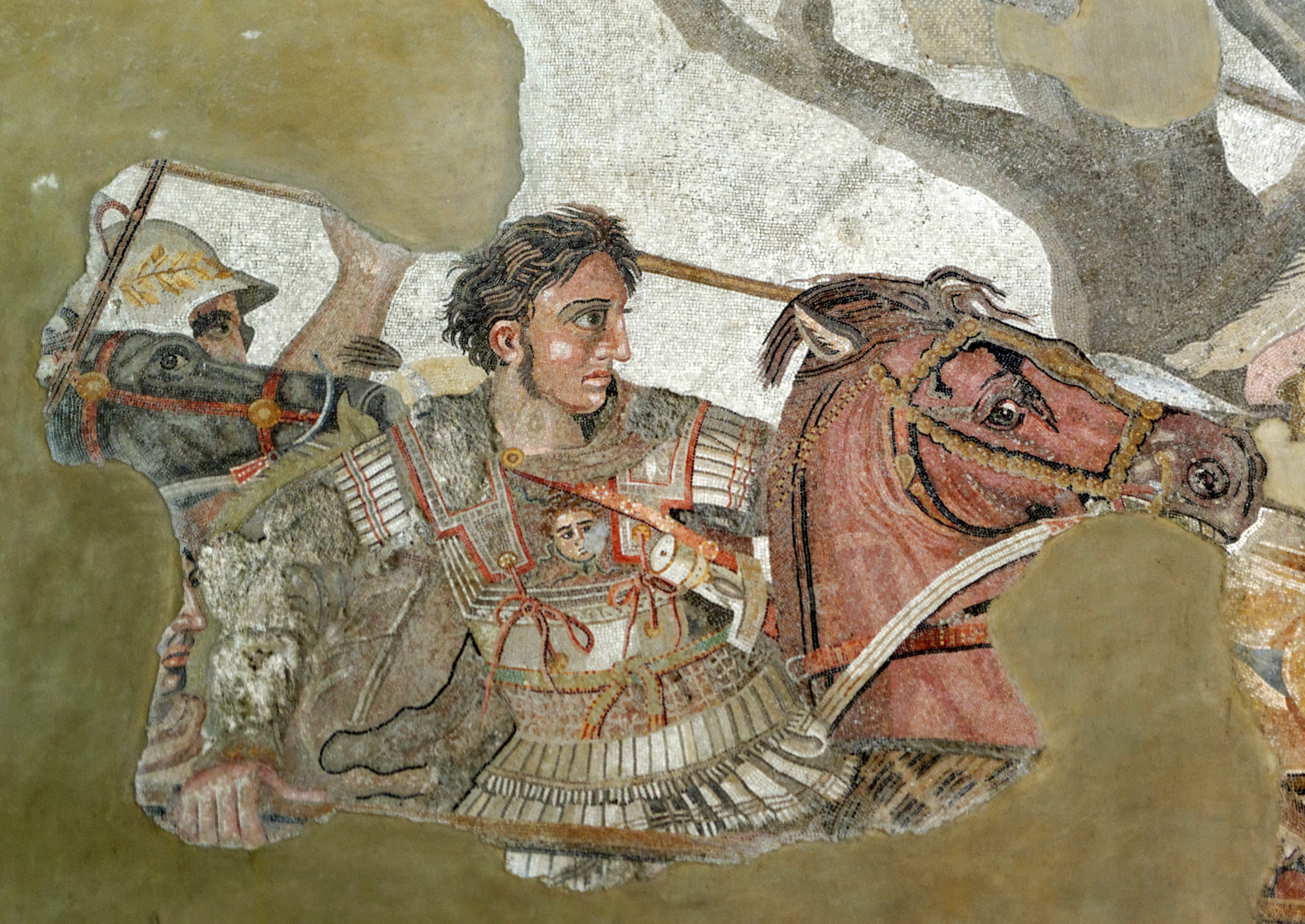
Alessandro Magno.

La città venne fondata attorno al 316/315 a.C. da Cassandro I, re dei Macedoni, nelle vicinanze o sul luogo dove sorgeva l'antica città di Therma e diversi altri villaggi. Cassandro le diede il nome di sua moglie Tessalonica, che era anche sorellastra di Alessandro Magno. Ella venne così chiamata dal padre, Filippo II di Macedonia, per commemorare la sua nascita nel giorno in cui egli ottenne una vittoria (nike) sui Tessali (Θεσσαλία = Tessaglia; θεσσαλών = "dei Tessali" + νίκη = "Vittoria").
Sembra poi che la fondazione della città sia avvenuta per sinecismo attraverso l'unione graduale di ben 26 villaggi di differente status: si trattava delle città greche di Enea, Dikaia, quelle dell'entroterra del golfo Termaico, Kalindoia ad est, oltre a Rhamioi, Paraipioi, Eugeis Kisseitai, Osbaioi, Prasilioi, forse Ardrolioi, Therma, Ole, Altos Perdylos, Gareskos, Nibas, quelle occidentali del golfo come Sindos Chalastra. Questi villaggi diventavano così delle komai della grande metropoli che si era andata formando.
La Migdonia, di cui Tessalonica faceva parte, fu conquistata in precedenza da Filippo II di Macedonia, padre di Alessandro Magno, ed era separata amministrativamente dal territorio originale del Regno di Macedonia. Il sovrano ed i suoi successori potrebbero aver installato tutta una serie di guarnigioni a guardia dei nuovi territori occupati, sebbene Cassandrea risulti fin dall'inizio una città macedone, per le sue istituzioni e la sua gente. Questo dato è forse possibile riconoscerlo nella fondazione successiva della città di Tessalonica che portava il nome della figlia di Filippo.

### Il regno di Macedonia in guerra con Roma (215-168 a.C.)
Al termine della guerra condotta da Roma contro Antioco III, fu inviato in Macedonia, il consolare Quinto Cecilio Metello, il quale si recò anche nella città di Tessalonica nel 189 a.C. L'anno successivo, dopo che Cecilio e gli altri ambasciatori romani avevano lasciato la Grecia e avevano riferito al Senato cosa avevano concluso in Macedonia e nel Peloponneso, ambasciatori macedoni raggiunsero Roma per riferire degli accordi presi. Si trattava dei rappresentanti di Filippo V di Macedonia ed Eumene II di Pergamo, oltre agli esuli di Aenus e Maronia. Il Senato, dopo aver ascoltato gli inviati dei due re, decise di inviare nuovi ambasciatori a Filippo per verificare se lo stesso aveva mantenuto i patti, che prevedevano l'evacuazione delle città della Tessaglia e della Perrebia. Ciò significava ritirare anche tutte le guarnigioni macedoni da Aenus e Maronea, oltre che da tutti i presidi lungo la costa del mare di Tracia.
Il 22 giugno del 168 a.C. il console romano Lucio Emilio Paolo Macedonico sconfisse le armate macedoni di Perseo di Macedonia a Pydna al termine della terza guerra macedonica. Perseo fu così costretto a ritirarsi verso est, ordinando l'incendio della flotta macedone per evitare che fosse catturata da parte dei Romani. Questa flotta si trovava nel porto di Tessalonica, dove era presente anche un arsenale ed una guarnigione di 2 000 armati di fanteria leggera. Due giorni dopo, le truppe romane entrarono a Tessalonica e saccheggiarono la città per diversi giorni. Perseo frattanto si era rifugiato a Samotracia.
Il destino del regno di Macedonia fu deciso l'anno seguente, quando Emilio Paolo procedette all'abolizione della monarchia, per evitare che potesse costituire di nuovo una minaccia per Roma. Il territorio macedone fu diviso in quattro contee autonome (merids), abolendo così il potere centrale. In questo nuovo sistema politico, Tessalonica manteneva il suo precedente ruolo di capitale del secondo distretto, che aveva ora una sua autonomia, seppure sotto la tutela romana. Qui fu inoltre aperta una zecca, come dimostra l'iscrizione ΔΕΥΤΕΡΑΣ ΜΑΚΕΔΟΝΩΝ ("secondo [distretto] dei macedoni") a dimostrazione che questa divisione in quattro distretti durò per circa due decenni, dopo di che, in seguito alla ribellione di Andrisco, nel 146 a.C., Tessalonica entrò a far parte del mondo romano, come importante centro commerciale lungo la Via Ignazia, strada romana di nuova costruzione che collegava Bisanzio con Dyrrachium (l'odierna Durazzo, in Albania).

#### Archeologia della città ellenistica

Sviluppo urbanistico di Tessalonica durante il periodo ellenistico.

Indipendentemente dalla questione del sito che la precedette, la posizione di Tessalonica si rivelò subito particolarmente favorevole anche da un punto di vista strategico: nei pressi del golfo Termaico e ai piedi delle Chortiatis (l'antico massiccio del Kissos). Il sito combinava i vantaggi di una posizione difensiva naturale, lungo un'importante rete di strade sia da ovest verso est, sia la retrostante pianura costiera lungo la valle dell'Axios, che costituiva così l'asse principale di penetrazione della parte nord-sud verso i Balcani. Tutto ciò portò Tessalonica a diventare rapidamente un importante centro commerciale, con una posizione migliore rispetto alla capitale macedone Pella. Ciò contribuì certamente a trasformarla nella città più popolosa dell'antica Macedonia, secondo quanto ci racconta Strabone, Tito Livio ("città molto popolosa (urbs celeberrima)") e Antipatro di Sidone ("madre di tutta la Macedonia").
Poco rimane dei monumenti della città ellenistica: gli scavi in piazza Diikitiriou hanno portato alla luce un grande edificio del III secolo a.C. che sembrano suggerire si trattasse di un edificio pubblico, forse una residenza reale macedone. Sembra infatti che la corte macedone frequentasse spesso la città. All'altro capo della città moderna (in zona sud-est, presso via S. Gregorio Palamas, vicino a Piazza Navarino), è stata scoperta una grande stoà ellenistica, collegata con il porto, mentre l'agorà doveva essere al centro della città. Più in generale, gli scavi del palazzo imperiale di Galerio hanno rivelato una occupazione precedente in età ellenistica, mentre un distretto artigianale era forse collegato al primo porto della città.
Tra i monumenti di chiara derivazione ellenistica sono certamente tutti i templi di cultura egizia: essi riflettono l'influenza Orientale che interessò la religione macedone, quale scambio dell'ellenizzazione dell'Oriente. Il culto di Osiride e delle principali divinità egizie di Serapide, Iside e Anubi, furono introdotte probabilmente a Tessalonica attraverso i commerci con l'Oriente, provenienti dal porto macedone di Alessandria d'Egitto a partire dalla fine del IV secolo a.C., come testimonia l'iscrizione di Sarapeion.
Sono state, infine, localizzate alcune necropoli ellenistiche e parzialmente esplorate ad est e ovest della città, lungo le principali strade che conducevano fuori dall'abitato. In queste aree sono state localizzate alcune tombe monumentali macedoni soprattutto nel distretto di Neapolis, nella zona periferica dell'attuale Salonicco, in località Charilaou Phinikia. La più grande area sepolcrale di quel periodo, utilizzata anche durante tutta la storia successiva della città, si trovava lungo le mura orientali, nei pressi dell'attuale Fiera Internazionale. Tutte queste necropoli hanno, pertanto, fornito un ricchissimo materiale di epigrafia funeraria macedone. Altri monumenti della città ellenistica sono noti solo attraverso le fonti letterarie, senza però che l'archeologia moderna abbia finora contribuito a individuarne o confermarne l'esistenza: Tito Livio, ad esempio riferisce dei cantieri navali dell'ultimo re macedone, Perseo, a Tessalonica, prima di cadere nelle mani dei romani; oppure Diodoro Siculo allude ad un grande cortile con i portici nel suo racconto della rivolta di Andrisco.

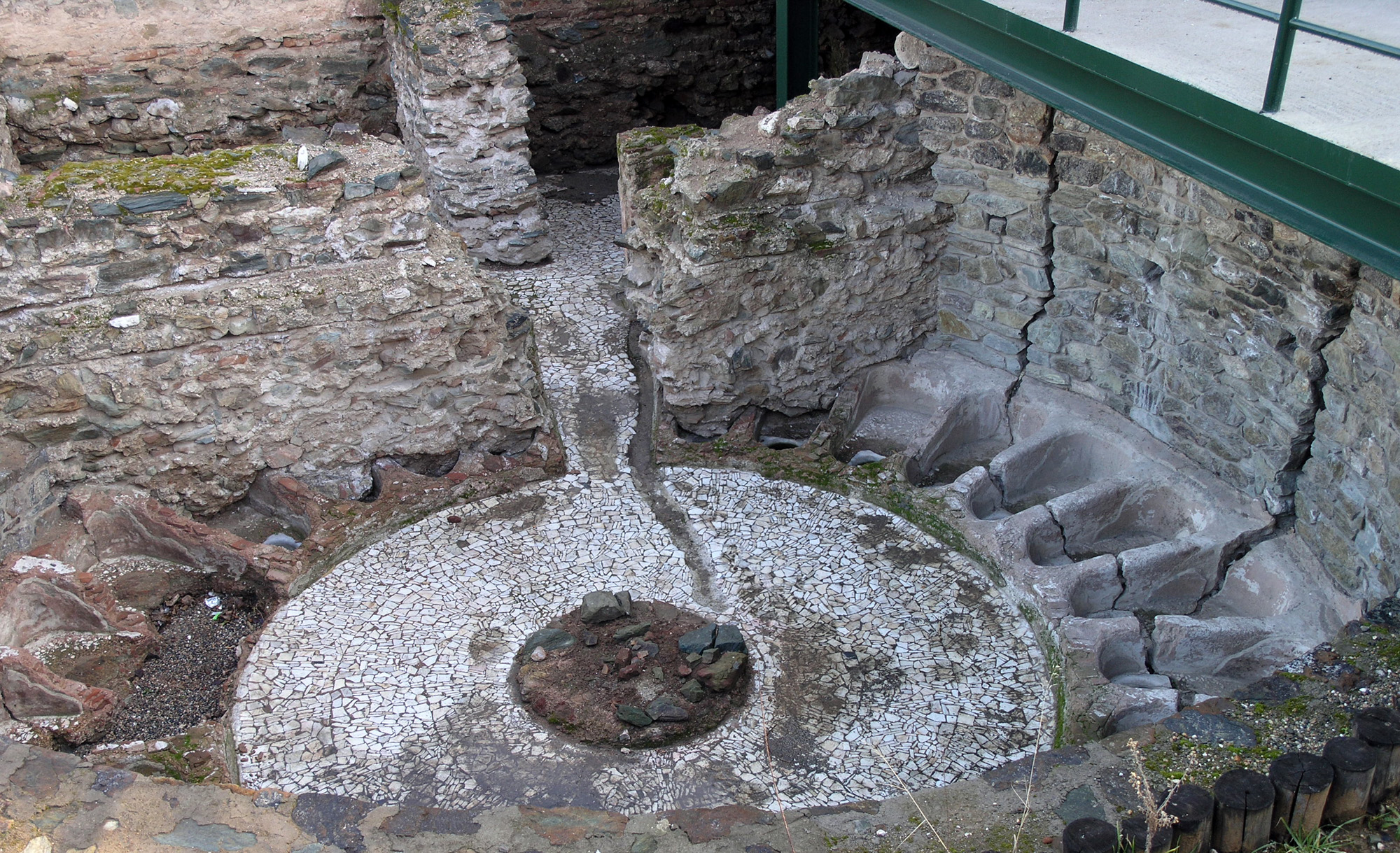
Il Laconicum ovvero le terme ellenistiche di Tessalonica, uno dei pochi edifici noti di questo periodo.
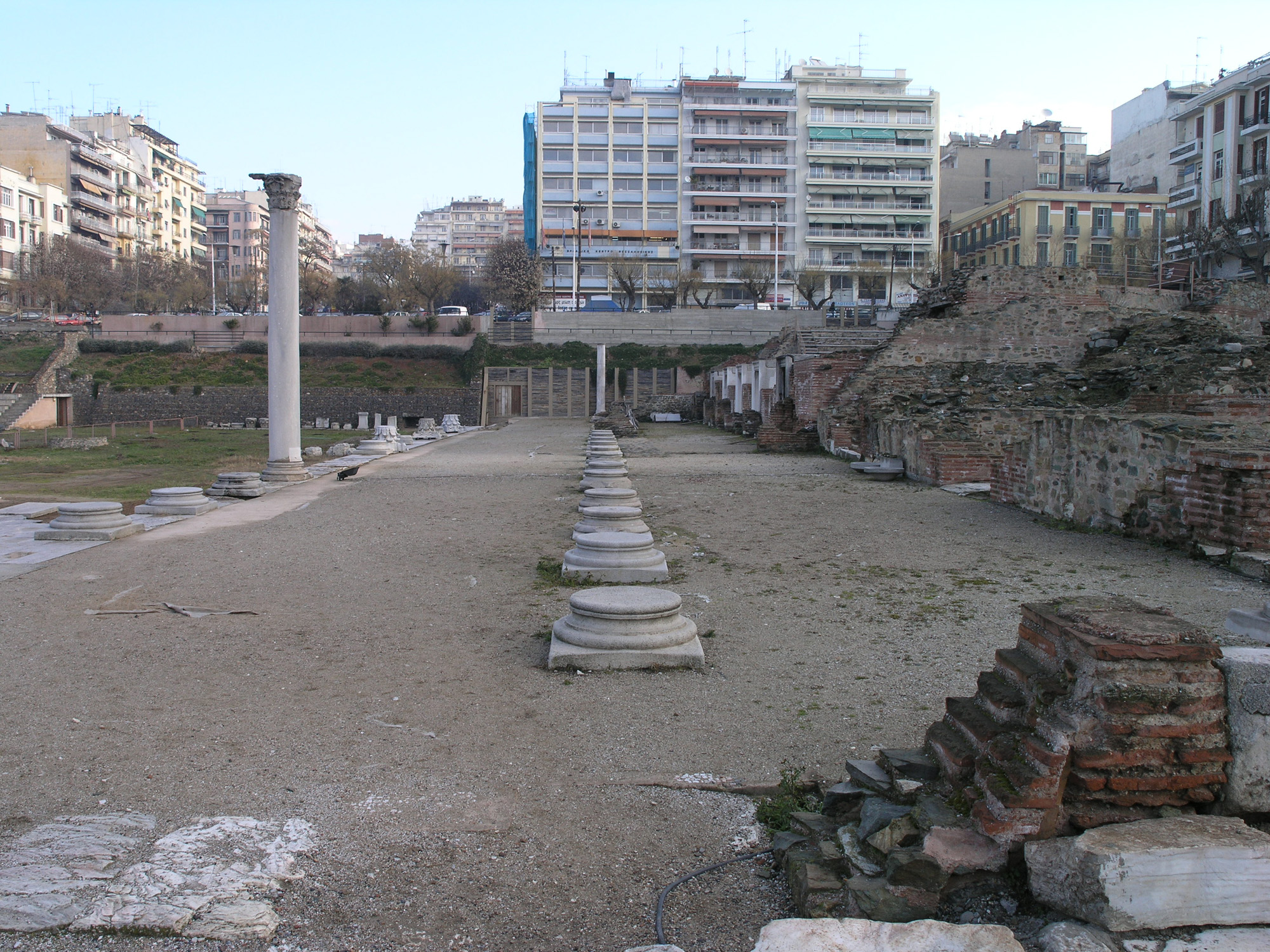
L'agorà nella parte est dove c'era la stoà.
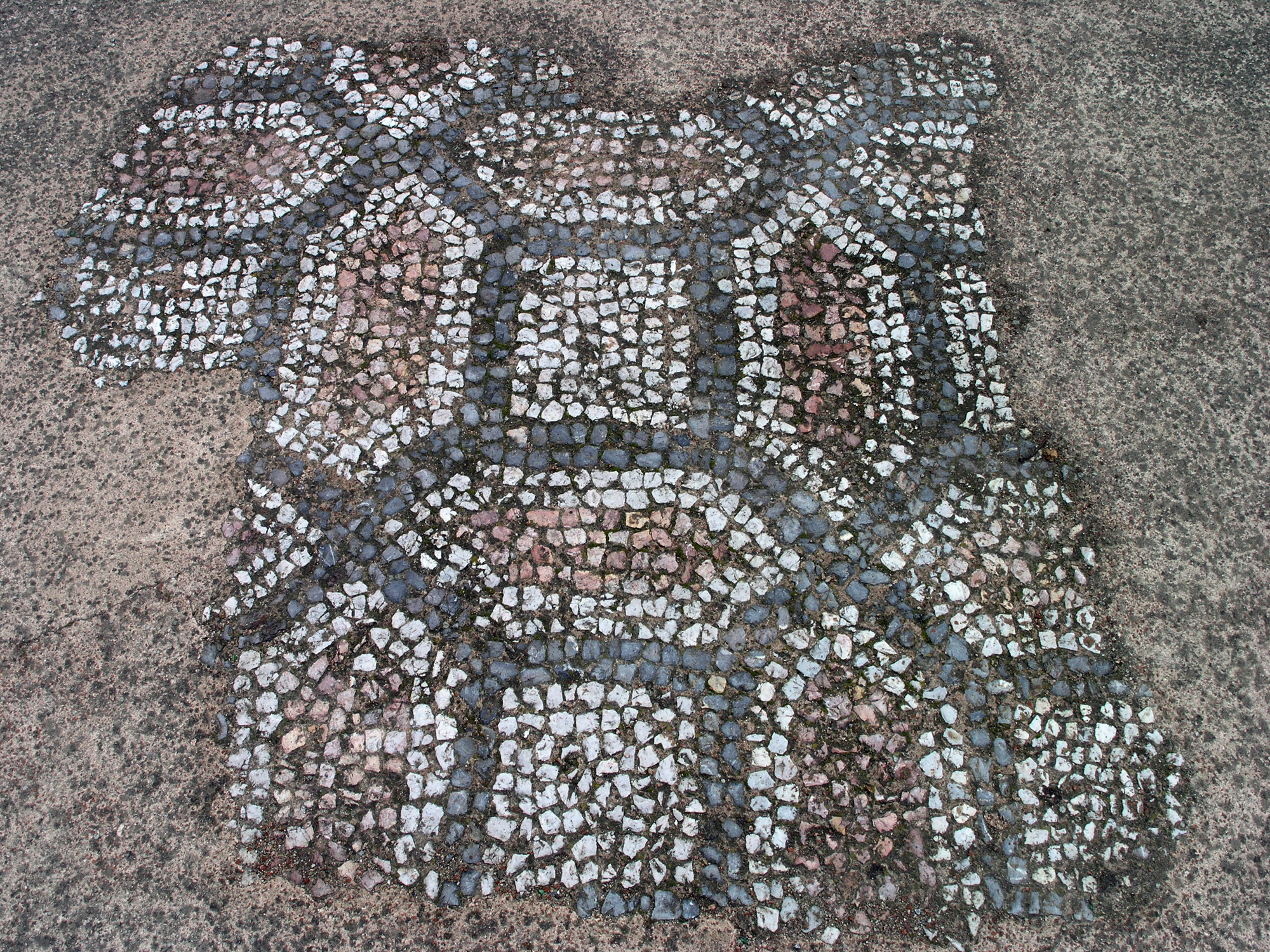
Parte di un mosaico presso la stoa.
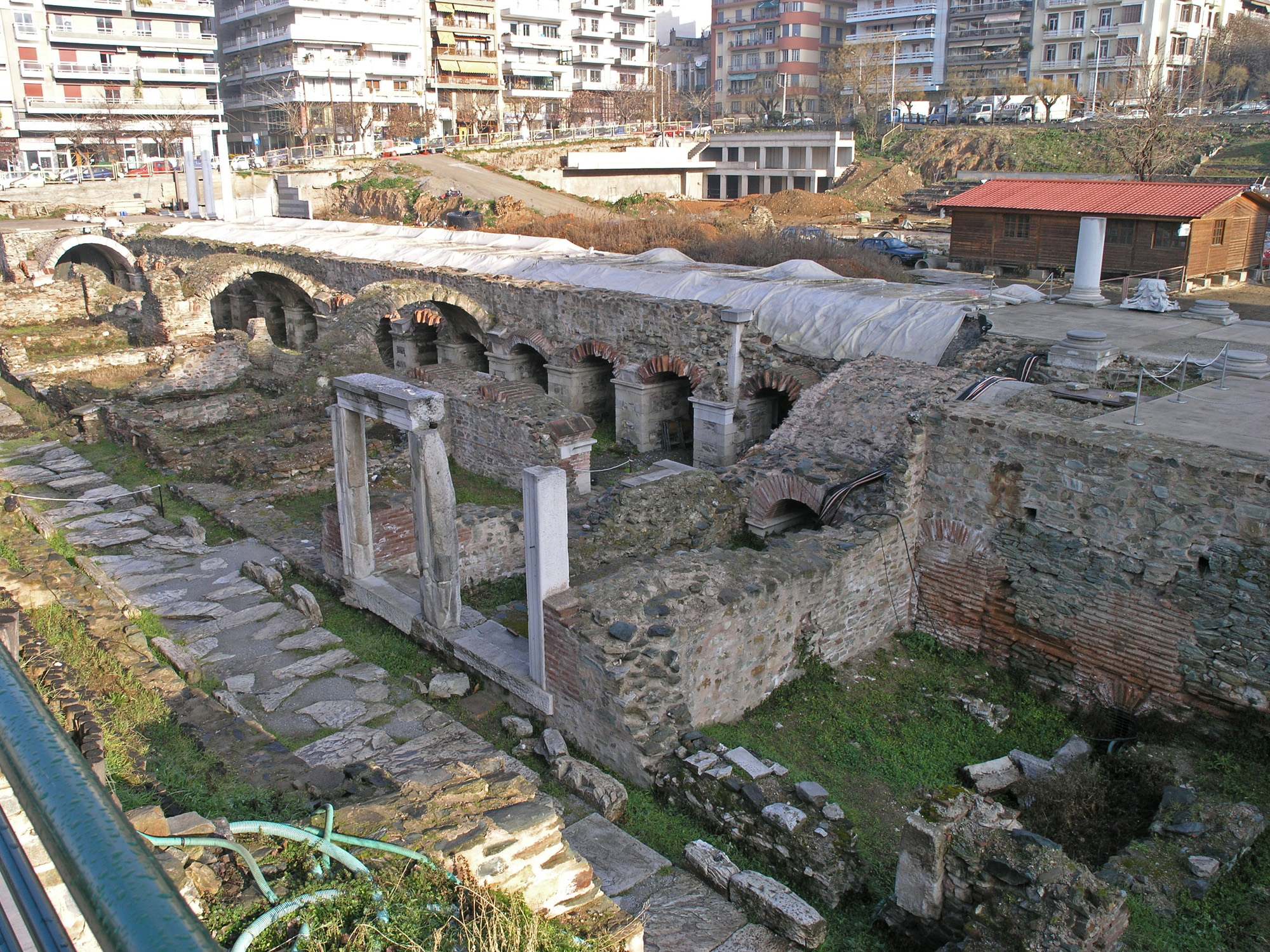
Il criptoportico dell'agorà.
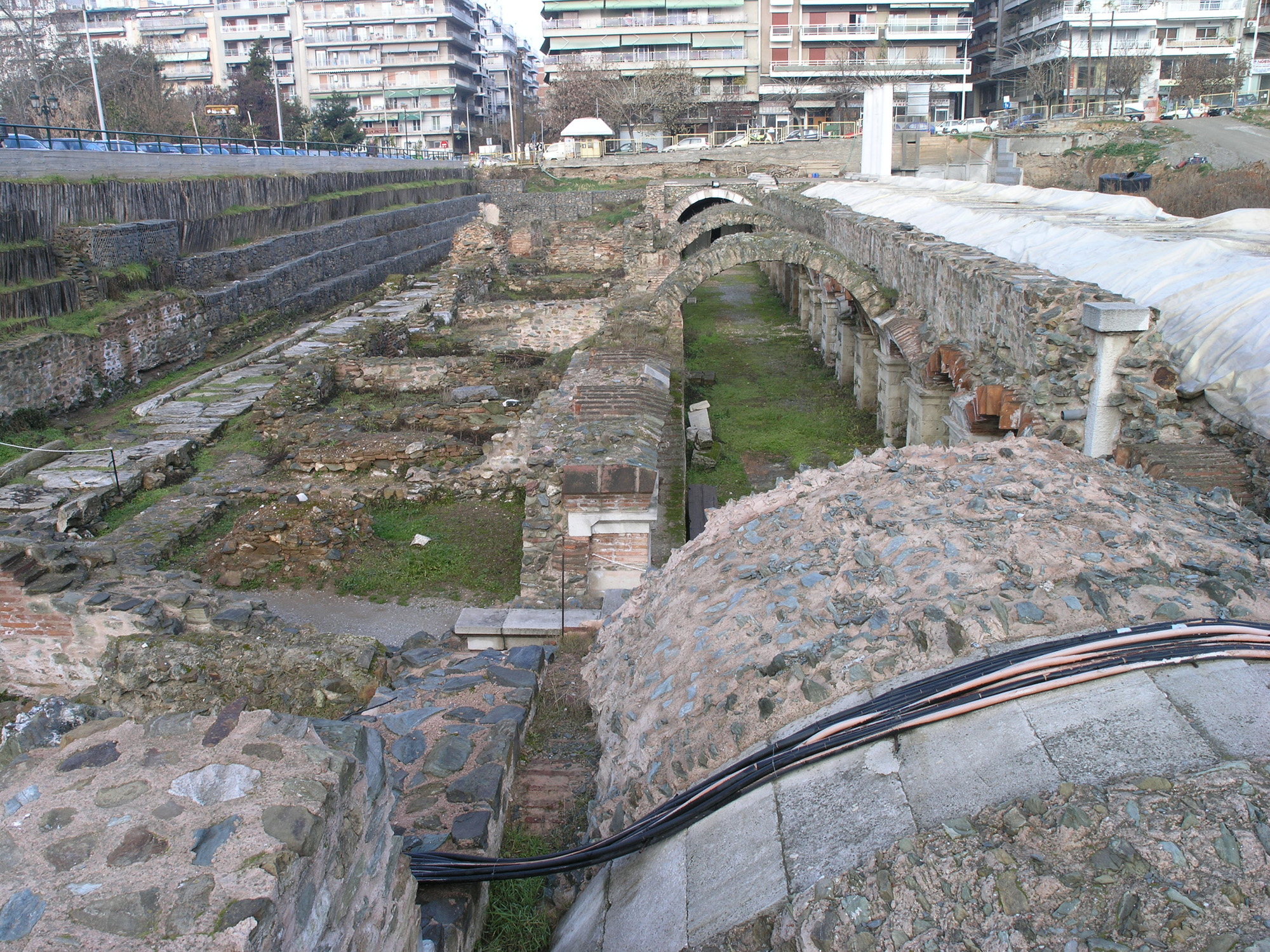
Il criptoportico dell'agorà (2).
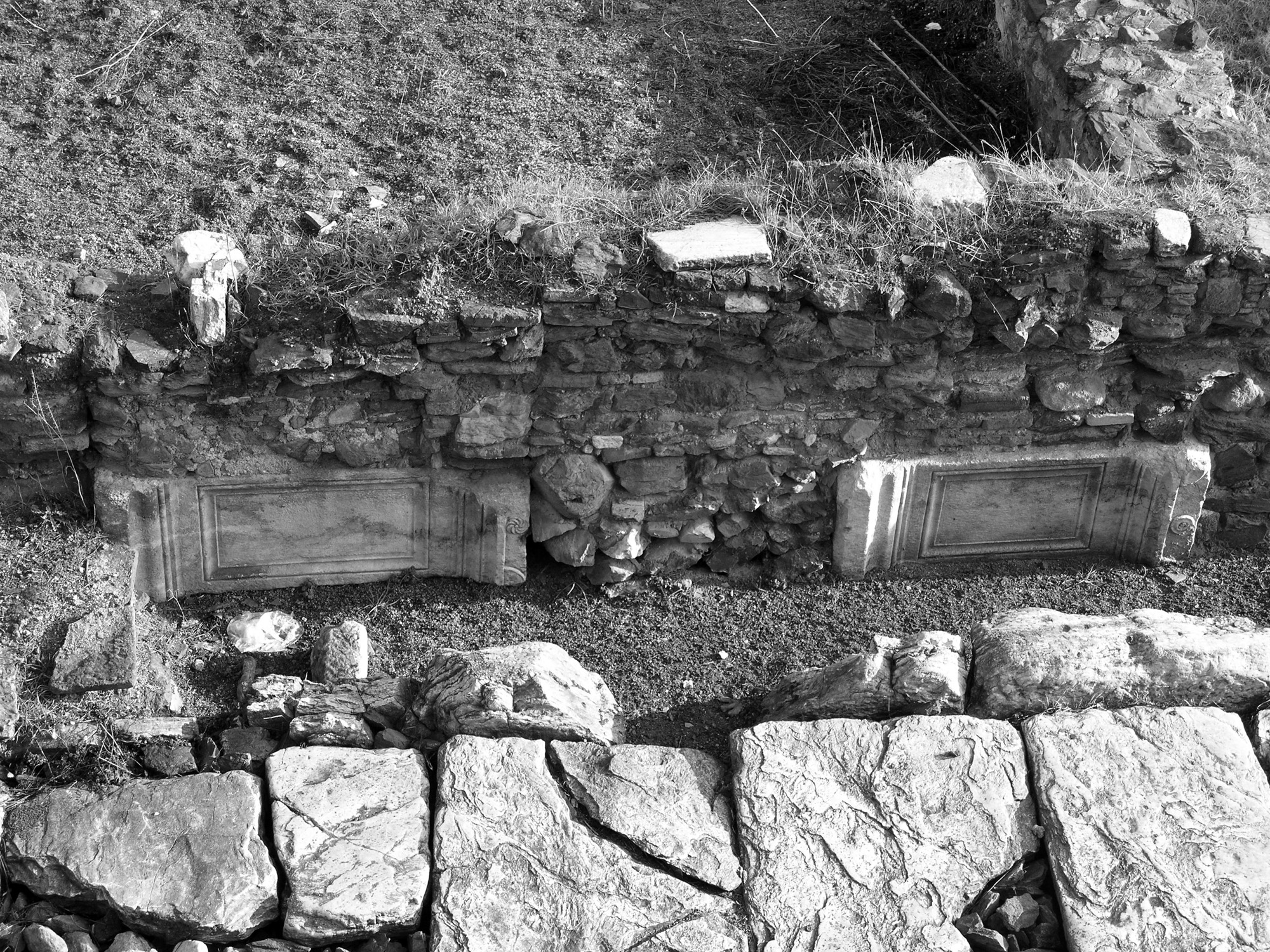
Rovine dei negozi presso l'agorà.
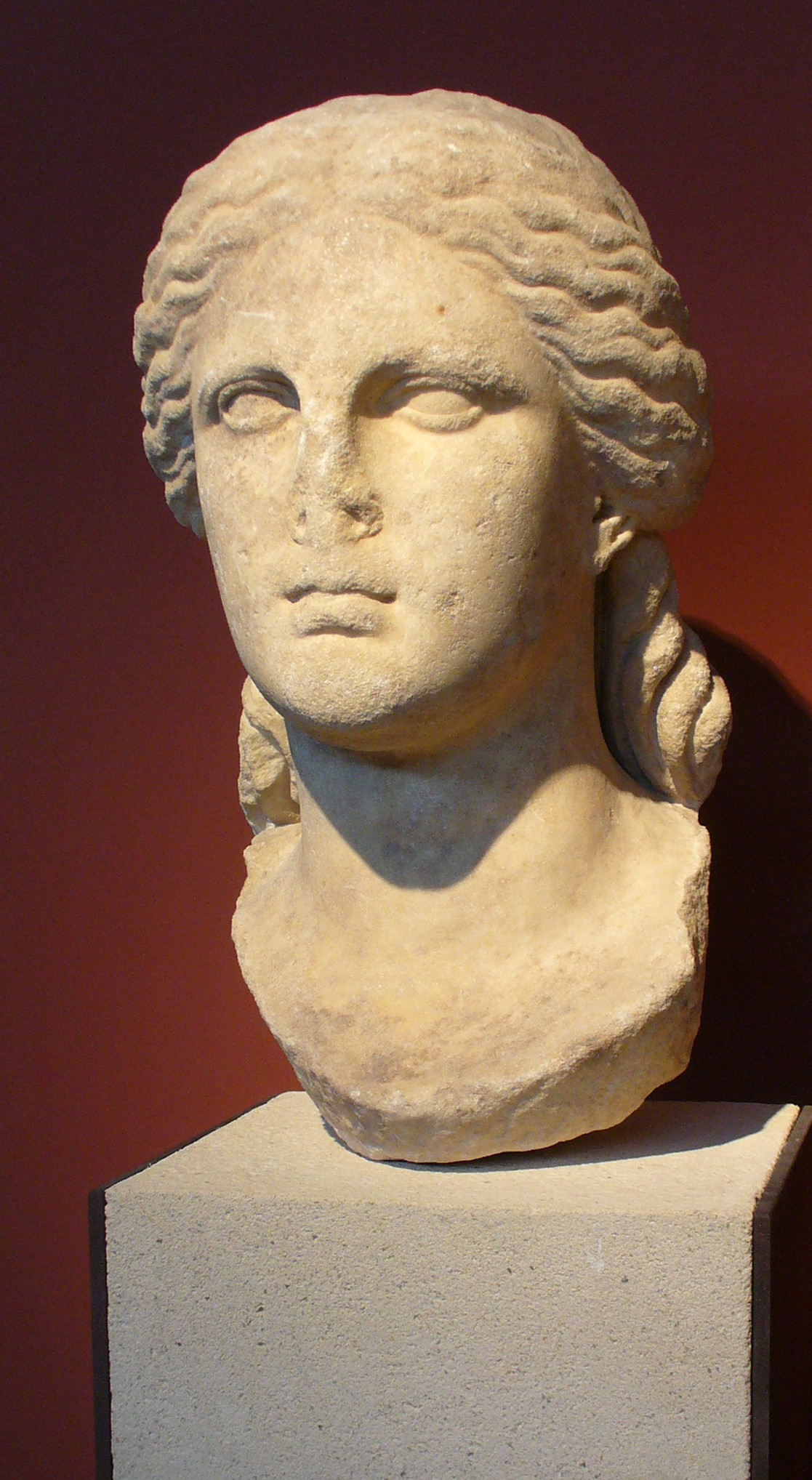
Statua di Iside da Tessalonica.
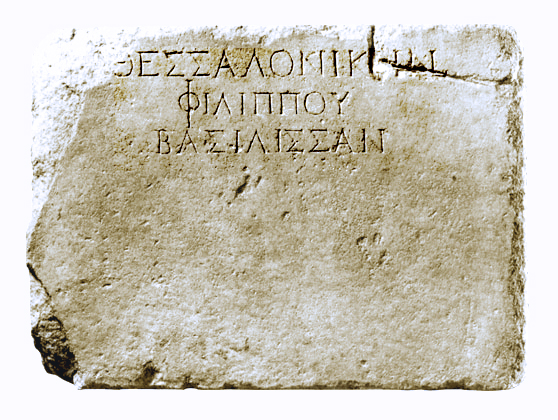
Iscrizione alla base di una statua del II secolo a.C. nei pressi dell'agorà, che doveva appartenere alla famiglia reale di Alessandro il Grande la cui scritta era ΘΕΣΣΑΛΟΝΙΚΗΝ ΦΙΛΙΠΠΟΥ ΒΑΣΙΛΙΣΣΑΝ.

## Tessalonica romana (146 a.C.-395 d.C.)

### Periodo repubblicano (146-31 a.C.)

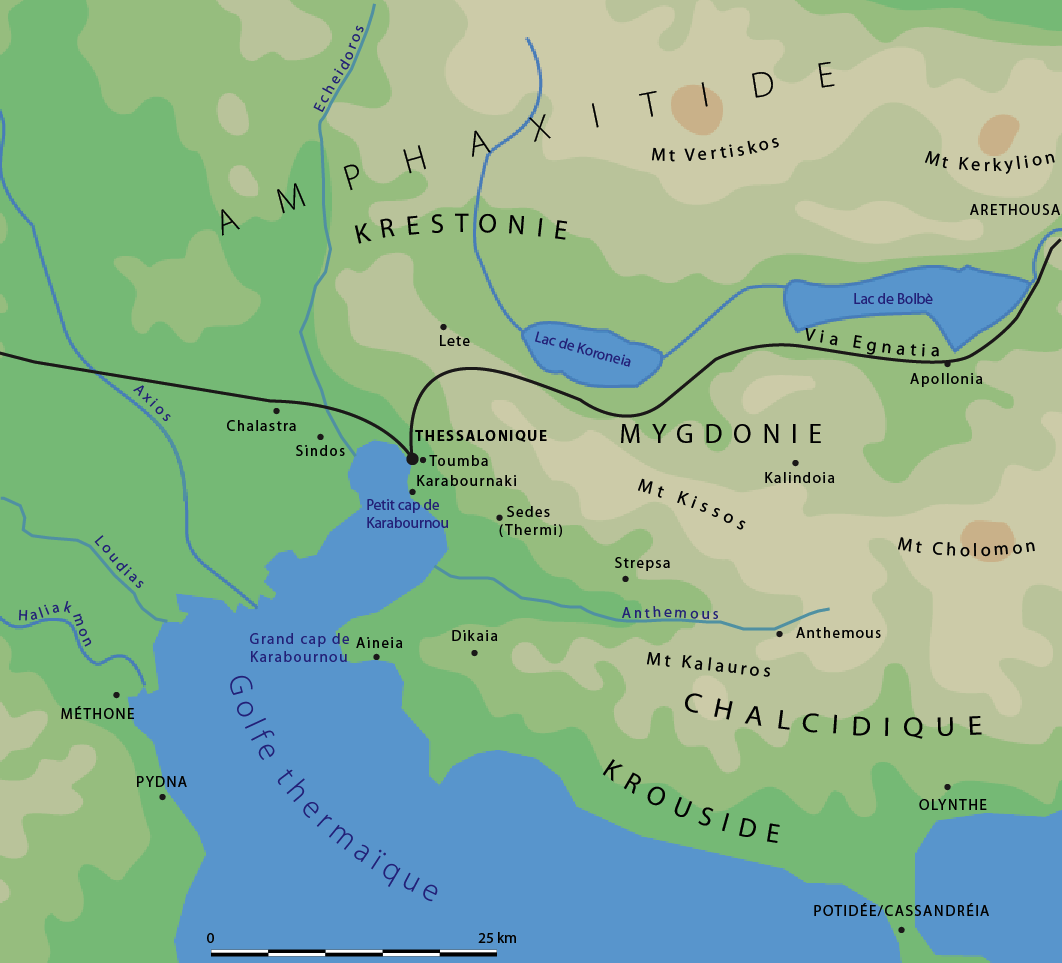
Percorso della via Egnatia, lungo la quale si trovava Tessalonica.

La città, che era divenuta capitale di uno dei quattro distretti di Macedonia dal 168/167 a.C., a partire dal 146 a.C., al termine della quarta ed ultima fase della guerra con la Macedonia, divenne provincia romana, affidata ad un pretore. Nella nuova provincia romana, Tessalonica fu soggetta a tributo (civitas Tributaria), divenendo molto probabilmente la sede delle autorità romane provinciali. Il cambiamento di status politico fu simboleggiata con l'adozione di un nuovo sistema di datazione, secondo il quale si ripartiva dall'inizio dell'epoca provinciale della Macedonia, che cominciò nel 148 a.C. e rimase in vigore fino alla riforma tetrarchica di Diocleziano della fine del III secolo.
La città continuò a svilupparsi sotto la dominazione romana, grazie anche alla costruzione della via Egnatia, arteria stradale di fondamentale importanza per l'area balcanica, che collegava Dyrrachium sul mare Adriatico con Byzantium sul mar Nero. Costruita tra il 146 ed il 120 a.C. su iniziativa del proconsole di Macedonia, Gneo Egnazio, fu realizzata in parte sul precedente tracciato della "Via Reale" macedone e che passava appena ad ovest delle mura della città di Tessalonica. Questa via non solo costituì un primo tratto di limes nei Balcani, ma contribuì allo sviluppo dei commerci in città, beneficiandone anche l'adiacente porto che si trovava così lungo l'asse principale che collegava il Danubio con l'Egeo. Qui si stabilì una comunità cosmopolita di mercanti, composta da ebrei, Italici e Romani, i cosiddetti negotiatores, che si fuse facilmente nella popolazione locale, ellenizzandosi, a giudicare dalla scarsità di iscrizioni latine.
Quasi un secolo più tardi, fu coinvolta nella guerra civile tra Gaio Giulio Cesare e Gneo Pompeo Magno, diventando "quartier generale" di quest'ultimo negli anni 49 e 48 a.C., prima della decisiva battaglia di Farsalo che lo vide sconfitto irrimediabilmente. Vinto Pompeo, la città di Tessalonica tributò onori divini al vittorioso Cesare, stabilendovi il suo culto: una moneta commemorativa coniata con la sua immagine ed una scritta, indicava la costruzione di un tempio a lui dedicato.
Nel 42 a.C., poco prima della battaglia di Filippi, Marco Giunio Bruto dopo aver distribuito un donativo alle legioni dallo stesso raccolte, dispose che avrebbe concesso loro, una volta vinta la battaglia decisiva contro Marco Antonio ed Ottaviano, di saccheggiare le città di Lacedemonia e Tessalonica. La città fu dichiarata "libera", al termine della battaglia, per essersi schierata a favore di Ottaviano e Antonio, contro Cassio e Bruto, avendo ora la possibilità di avere un suo dèmos, una sua bulè e magistrati propri (i politarchi). Tale privilegio le imponeva l'obbligo morale di un lealismo oltre ogni sospetto.

#### Archeologia di Tessalonica romano-repubblica
Parte di un impianto termale databile al II-I secolo a.C. fu scoperto sotto il livello del forum, nella sua parte sud-est. Si tratterebbe del laconicum o pyriaterion dell'impianto, vale a dire la parte del calidarium. Questa zona era in origine sormontata da una cupola, distrutta durante la costruzione del successivo forum costruito verso il 78. Esso faceva parte di un complesso più grande, associato ad una palestra (gymnase), databile agli anni 95-86 a.C., ed un primo stadio della città, che si è scoperto essere nelle immediate vicinanze di San Demetrio.

### Periodo Alto imperiale (31 a.C.-284 d.C.)
Lo status di città "libera" conferì a Tessalonica due privilegi fondamentali: il ritiro della guarnigione romana e l'esenzione delle tasse da parte del fiscus romano. Ciò non le impedì di continuare ad essere la sede dell'amministrazione provinciale della Macedonia, anche se legalmente la città era di fatto "al di fuori della provincia". Dal 27 a.C. al 15 d.C. e poi dopo il 44 d.C. la Macedonia divenne provincia senatoria, amministrata da un proconsole (o forse un propretore) che era ancora qui residente.
La città mantenne, nel corso dei secoli successivi, le istituzioni politiche ereditate dal periodo ellenistico. La magistratura suprema, il politarques, vide semplicemente tale funzione essere trasformata in collegiale, prima suddivisa tra due magistrati durante il periodo repubblicano, poi cinque sotto Augusto, ed infine sei nel II secolo. Inaspettatamente non fu Tessalonica, bensì la più modesta Beroea, ad ospitare la sede del koinon macedone, vale a dire, la sede della federazione delle città macedoni, responsabile dell'organizzazione del culto imperiale. Ciò determinò un'intensa rivalità tra le due città, tanto che Tessalonica voleva aspirare a ricevere il titolo di metropoli di Macedonia, visto che Beroea si era meritata quella di sede del koinon. Fu così che sotto Gordiano III Tessalonica ottenne prima la possibilità di celebrare il culto di Augusto con la costruzione di un tempio a lui dedicato, mentre sotto Decio, ottenne finalmente il titolo di metropoli.

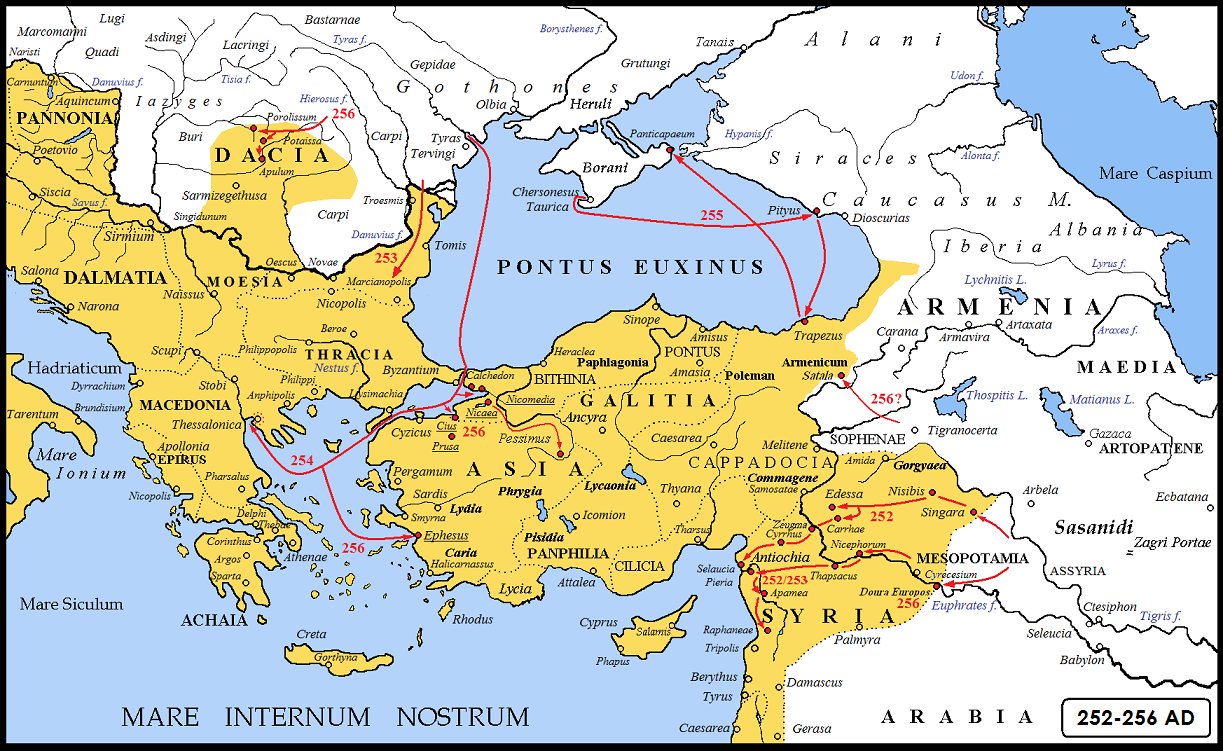
Invasioni di Goti, Borani, Carpi e Sasanidi del 253-256 durante il regno di Valeriano e Gallieno. L'assedio di Tessalonica avvenne agli inizi del 254.

Fu già a partire dal I secolo, uno dei primi centri della cristianità. Nel suo secondo viaggio missionario, San Paolo predicò nella sinagoga della città, la principale della Macedonia, gettando le fondamenta per una prima chiesa cristiana. L'opposizione nei suoi confronti da parte degli Ebrei lo costrinse a lasciare la città e a trovare rifugio a Veria.
Durante la crisi del III secolo, al principio del 254, o sul finire del precedente, una nuova incursione di Goti devastò la regione di Tessalonica: i Germani non riuscirono ad espugnare la città, che però, solo a stento e con molta fatica, fu liberata dalle armate romane del nuovo imperatore Valeriano. Il panico fu così grande che gli abitanti dell'Acaia decisero di ricostruire le antiche mura di Atene e di molte altre città del Peloponneso. Una quindicina di anni più tardi, verso la fine del 267 e gli inizi del 268 una nuova ed immensa invasione da parte dei Goti, unitamente a Peucini, agli "ultimi arrivati" nella regione dell'attuale mar d'Azov, gli Eruli, ed a numerosi altri popoli prese corpo dalla foce del fiume Tyras (presso l'omonima città) e diede inizio alla più sorprendente invasione di questo terzo secolo, che sconvolse le coste e l'entroterra delle province romane di Asia Minore, Tracia e Acaia affacciate sul Ponto Eusino e sul Mare Egeo. Al principio del 268 le forze barbare, dopo aver portato devastazione per la fine dell'anno precedente, si divisero in almeno tre colonne, dove la prima si diresse verso ovest, assediando senza successo prima Cizico, poi saccheggiando le isole di Imbro e Lemno, occupando la futura città di Crisopoli (di fronte a Bisanzio), proseguendo fin sotto le mura di Cassandreia e poi di Tessalonica, e portando devastazione anche nell'entroterra della provincia di Macedonia.

#### Archeologia alto imperiale

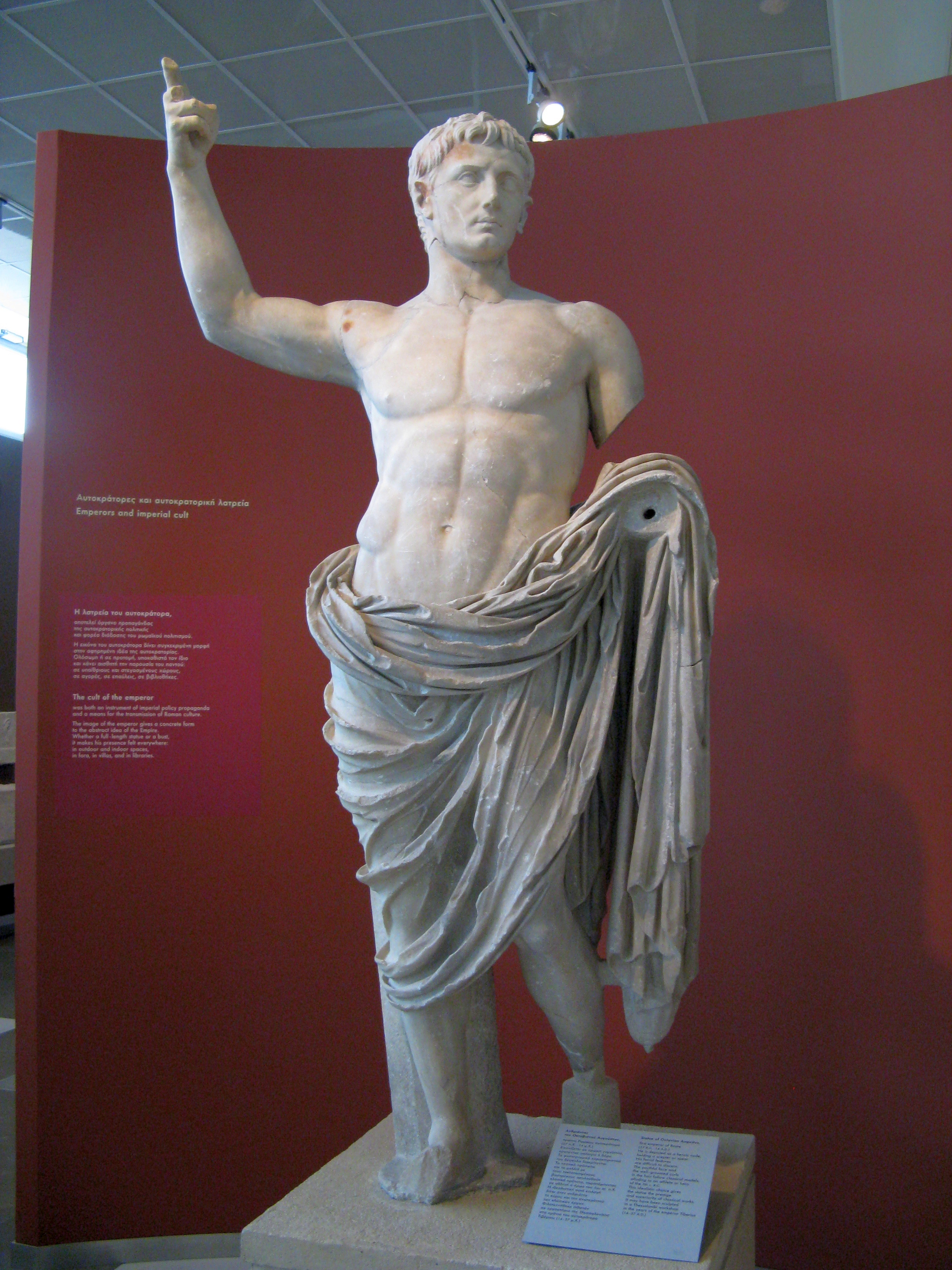
Statua di Ottaviano Augusto, oggi presso il Museo archeologico di Salonicco.
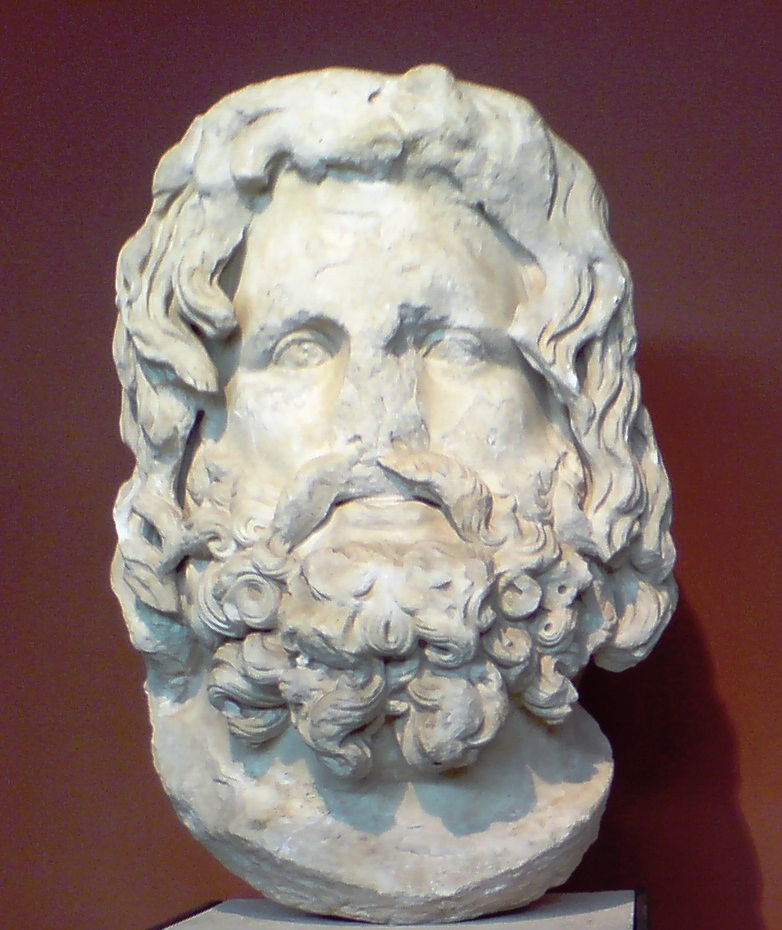
Busto di Serapide databile al 150-200.
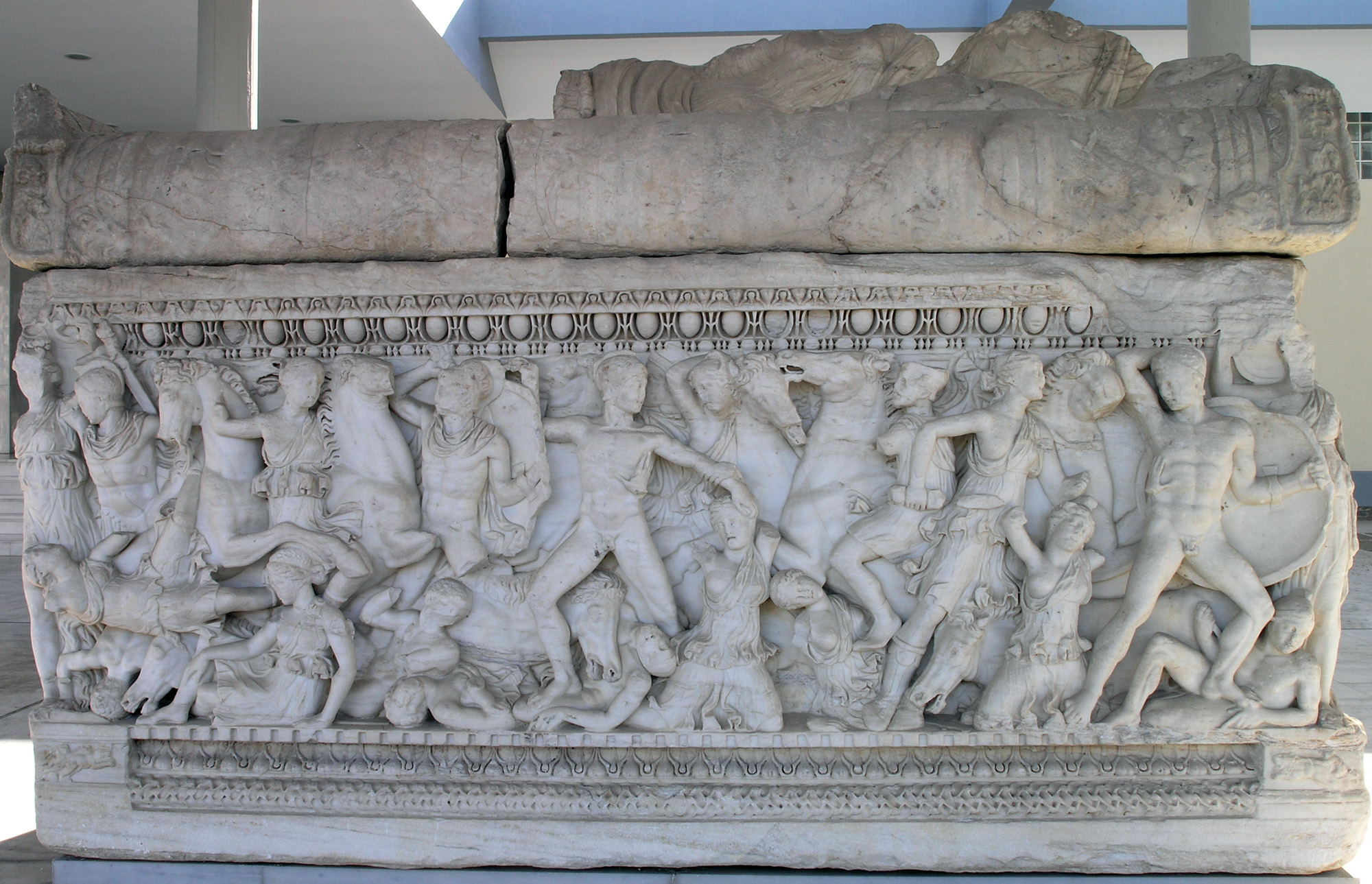
Sarcofago con la rappresentazione di amazzoni e databile alla fine del III secolo.
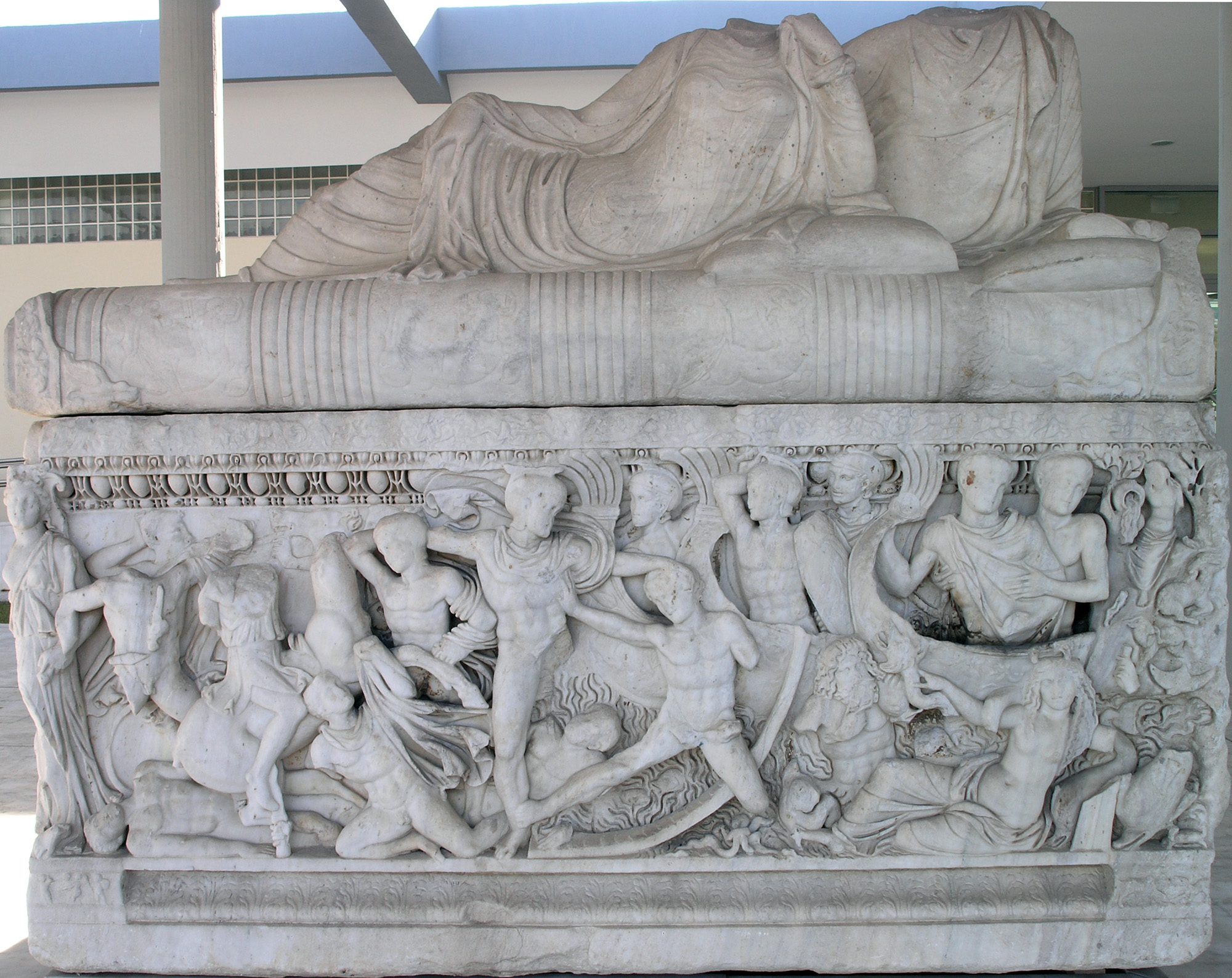
Sarcofago con la rappresentazione di un episodio della guerra di Troia (l'attacco alle navi greche), sempre della fine del III secolo.
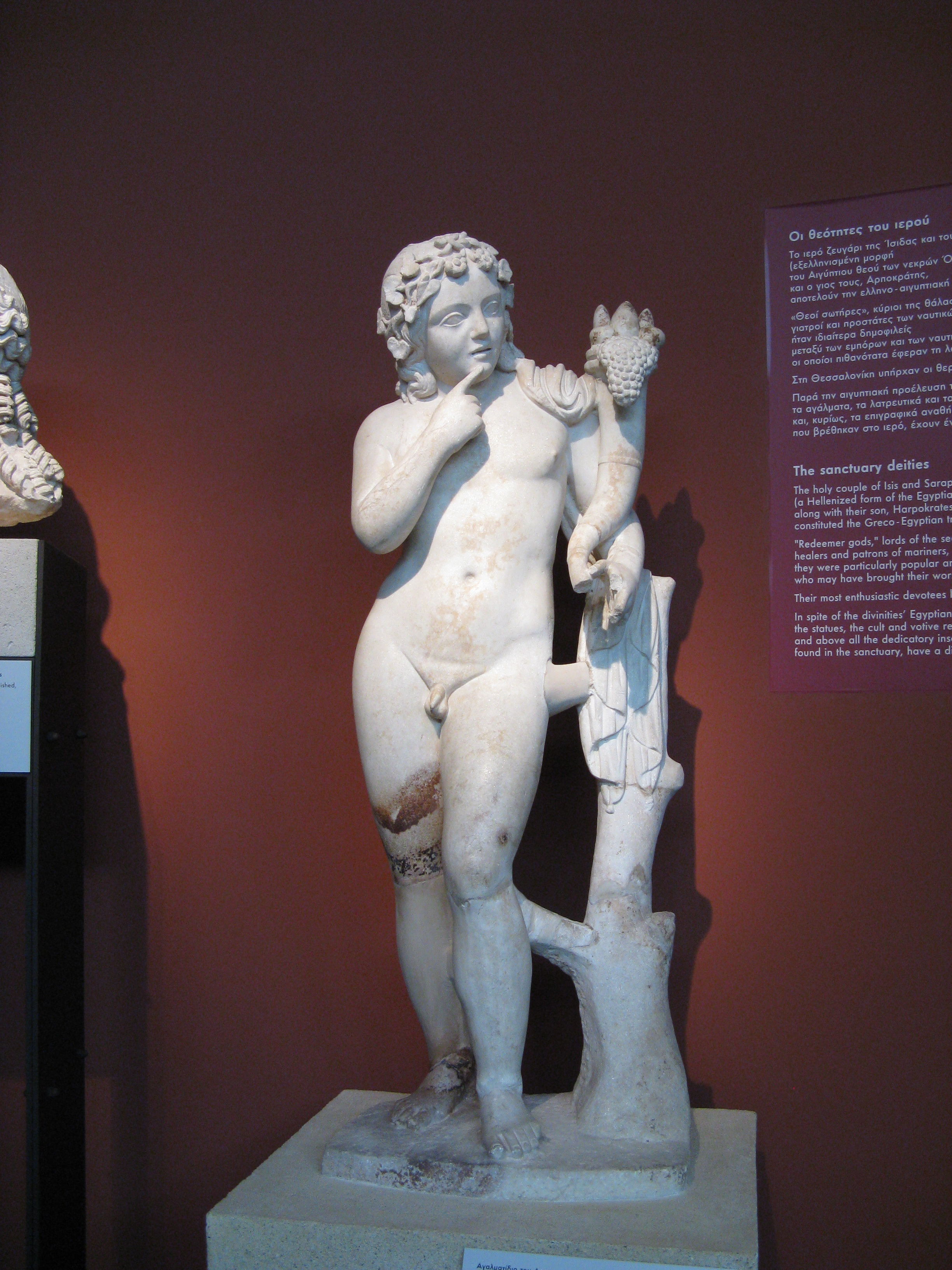
Il dio egizio, adottato dalla religione greca, Arpocrate. Statua del III secolo esposta nel Museo archeologico di Tessalonica.
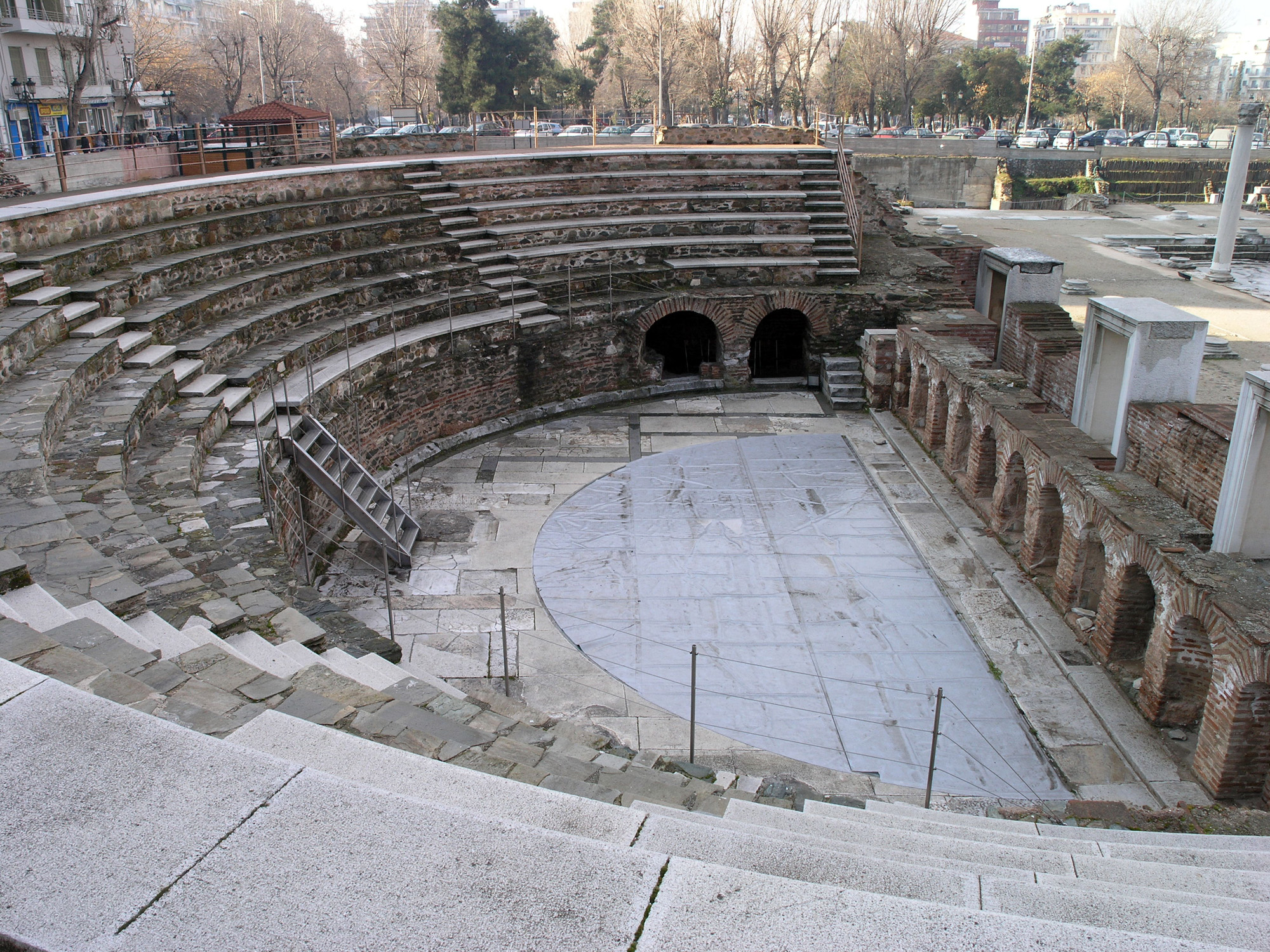
Odéon a Tessalonica.
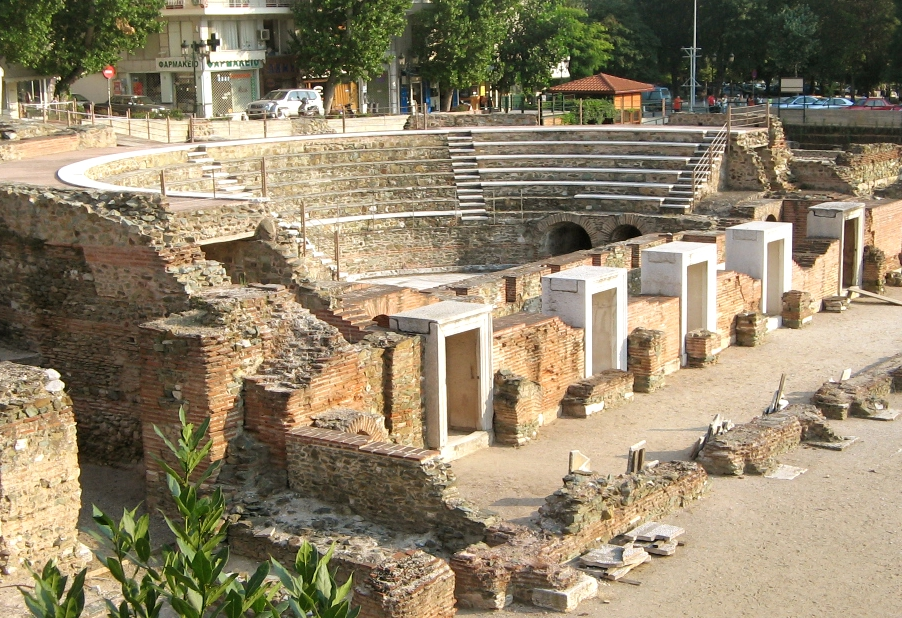
Odéon a Tessalonica (2).
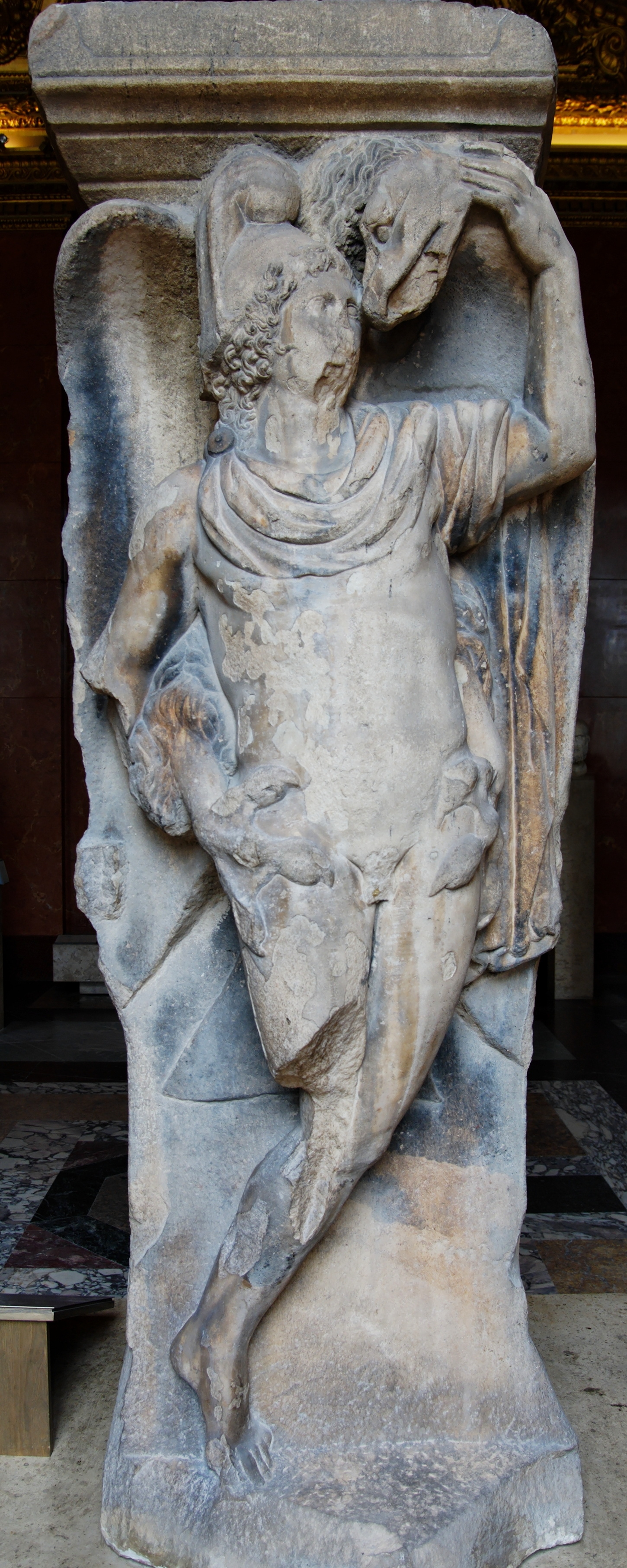
Scultura oggi al museo del Louvre, una volta presso l'agorà-forum (databili al II-III secolo).

### Periodo Tardo imperiale (284-395 d.C.)
Tessalonica divenne residenza imperiale con l'imperatore Galerio il quale cominciò a risiedervi, a partire dal 299, prima come Cesare poi come Augusto dal 308/309 fino ad almeno il 311 quando morì, nel pieno della guerra civile). Non a caso a partire da questi anni nella stessa città fu istituita una zecca. E sempre in questo periodo Tessalonica ottenne che Demetrio di Tessalonica, fosse beatificato nel 306. Egli era stato proconsole in Grecia sotto l'imperatore Massimiano, martirizzato a Sirmium, l'odierna Sremska Mitrovica in Serbia. Le sue reliquie sono tuttora ospitate e venerate a Tessalonica.
Pochi anni più tardi, Tessalonica tornò ad essere residenza imperiale negli anni tra il 317 ed il 323 quando Licinio dovette cedere a Costantino I l'Illirico. In questo periodo Costantino potenziò le flotte sull'Adriatico ed Egeo, dove rafforzò i porti marittimi di Aquileia, Il Pireo e Tessalonica (ex-capitale di Galerio), con la costruzione di arsenali, cantieri navali, oltre a migliorare l'armamento delle squadre navali. Nel 323 i Goti, che avevano deciso di attraversare l'Istro, tentarono di devastare i territori romani della Mesia inferiore e della Tracia. Costantino, informato di ciò, lasciò il suo "quartier generale" di Tessalonica e marciò contro di loro, penetrando però nei territori all'altro augusto, Licinio. Pur riuscendo a respingerli fin nei loro territori, una volta tornato a Tessalonica, Costantino ricevette tutta una serie di proteste ufficiali da parte di Licinio, che si protrassero per alcuni mesi e che sfociarono nella fase finale della guerra civile tra i due, al termine della quale, Licinio fu mandato in esilio proprio a Tessalonica dove morì nel 325.
Al tempo di Teodosio l'Impero divenne ufficialmente cristiano, con l'Editto di Tessalonica del 27 febbraio del 380, che proclamava religione ufficiale dello Stato romano la dottrina, di cui Papa Damaso I era il capo supremo, gettando così le basi per il futuro mondo cristiano-bizantino. Si dichiarava la credenza obbligatoria nella trinità di Padre, Figlio e Spirito Santo. E sempre questo stesso anno le armate romane, sotto il comando di Teodosio, furono sconfitte nuovamente dopo il disastro di Adrianopoli da quelle dei Goti di Fritigerno, nei pressi della città. Teodosio si ritirò, quindi, in Tessalonica lasciando il comando delle operazioni all'imperatore occidentale, Graziano. L'anno successivo, nel 381, il Concilio ecumenico di Costantinopoli segnava il trionfo definitivo dell'ortodossia sull'arianesimo. L'arianesimo diveniva così fuori legge nell'Impero. Chi offriva un sacrificio, celebrava il culto ad un idolo o entrava in un tempio pagano, doveva essere denunciato. Successivamente veniva condannato a morte e le sue proprietà erano confiscate. Tutti i templi furono così distrutti e convertiti in chiese.
Pochi anni più tardi, nel 387, Magno Massimo pensando di deporre Valentiniano II, attraversò le Alpi arrivando a minacciare Aquileia. L'imperatore Valentiniano e la madre Giustina, colti da spavento, cercarono rifugio in Oriente, facendo tappa per Tessalonica. La sorella di Valentiniano, Galla, andò in sposa a Teodosio I, e l'anno seguente quest'ultimo sconfisse Magno Massimo e restituì il trono d'Occidente al cognato, Valentiniano. Ancora una volta Tessalonica era stata protagonista delle vicende del periodo, essendo stata utilizzata quale "quartier generale" delle truppe teodosiane.
Nel 390, dopo il linciaggio da parte della popolazione del suo generale e governatore della città Buterico, l'imperatore Teodosio I fece trucidare nel circo tra i 7 000 ed i 15 000 cittadini. In seguito a questa decisione Teodosio I subì una scomunica temporanea e successivo perdono con penitenza impostagli da Ambrogio di Milano. Con la definitiva divisione dell'Impero romano tra Occidente ed Oriente nel 395, Tessalonica divenne la capitale della diocesi d'Illirico, dopo che dal 379 era già divenuta sede della prefettura del pretorio dell'Illirico.

#### Archeologia di Tessalonica tardo imperiale

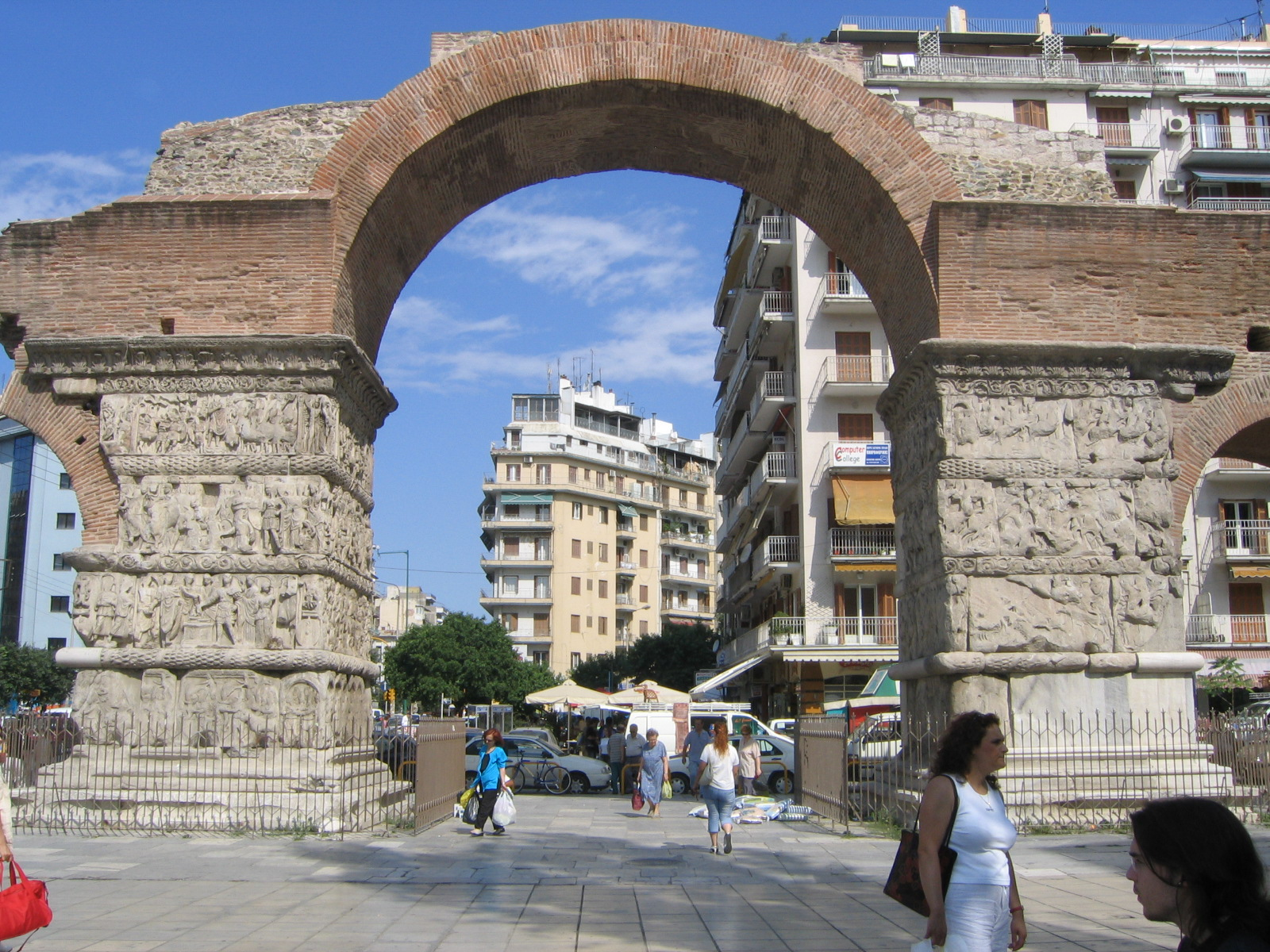
L'Arco di Galerio della fine del III secolo.

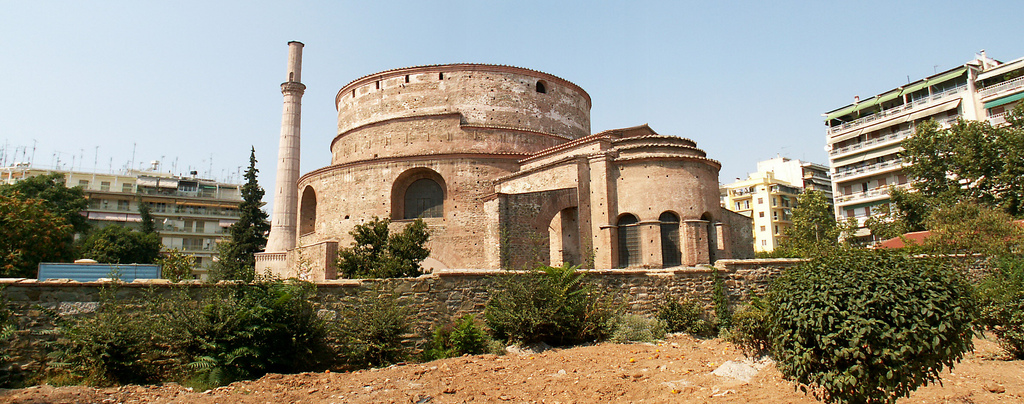
La cosiddetta "tomba di Galerio", oggi chiesa di San Giorgio a Salonicco.

Qui a Tessalonica fu eretto un arco trionfale in onore del Cesare per l'Oriente, Galerio poco dopo il 297 per celebrare la sua vittoria contro il re persiano Narsete. Su di esso sono raffigurate le gesta del Cesare nella lunga guerra condotta contro i Persiani sasanidi dal 293 al 298. Vale la pena ricordare che sull'arco di Galerio i tetrarchi sono rappresentati in modo identico come metafora della concordia e della "fratellanza" tra i 4 governanti.
Il circus fu invece costruito un decennio più tardi, a partire dal 308/309, completato da Costantino I, attorno al 322. Era collegato alla vicina residenza imperiale, presso la quale Galerio risiedette, iniziando la sua costruzione a partire dal 299, prima come Cesare, poi come Augusto (dal 308/309) fino al 311 quando qui morì. Il quartiere-palatium era posizionato ai margini della città, nella sua parte orientale presso le mura e collegato al circo, secondo l'uso tetrarchico.
E sempre a questo periodo si deve la costruzione di una zecca, presso la quale furono battute monete a partire dal 298/299, oltre ad un mausoleo, chiamato oggi tomba di Galerio, sebbene quest'ultimo non vi fu mai seppellito, utilizzato più che altro come santuario del culto imperiale. Tale interpretazione si baserebbe su di un follis coniato a Tessalonica, poco dopo la morte di Galerio (avvenuta il 5 maggio del 311), secondo il quale sul dritto appare il busto di Massimiano, mentre sul rovescio un edificio circolare a cupola, con sopra un'aquila e la scritta Memoriae divi Maximiani, similmente ad alcune monete di Massenzio a Roma.
Questa rappresentazione potrebbe identificare proprio il mausoleo del culto imperiale, oggi chiesa di San Giorgio a Salonicco.

Pianta della cosiddetta "tomba di Galerio", oggi chiesa di San Giorgio a Salonicco.
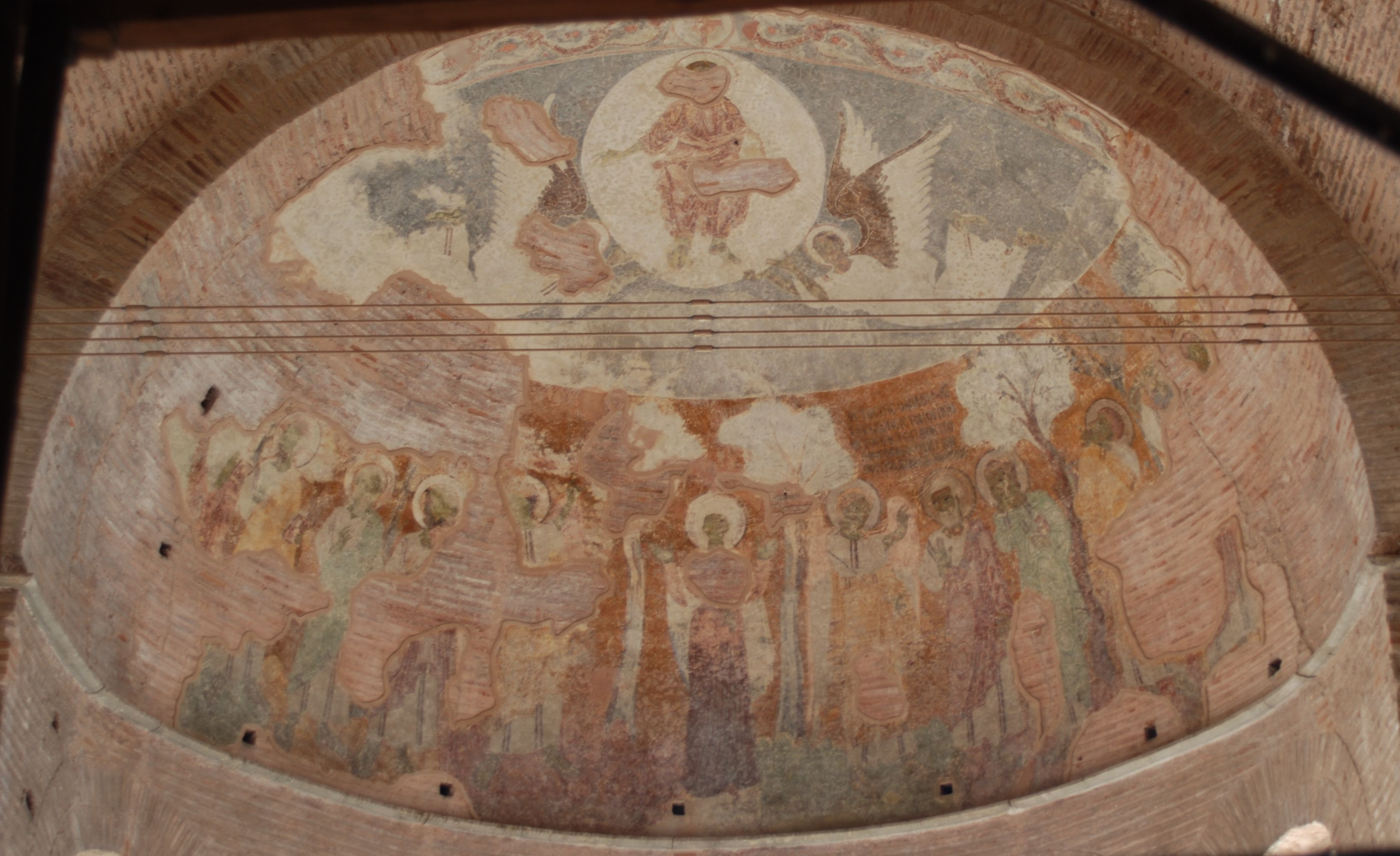
Interno della cosiddetta "tomba di Galerio".
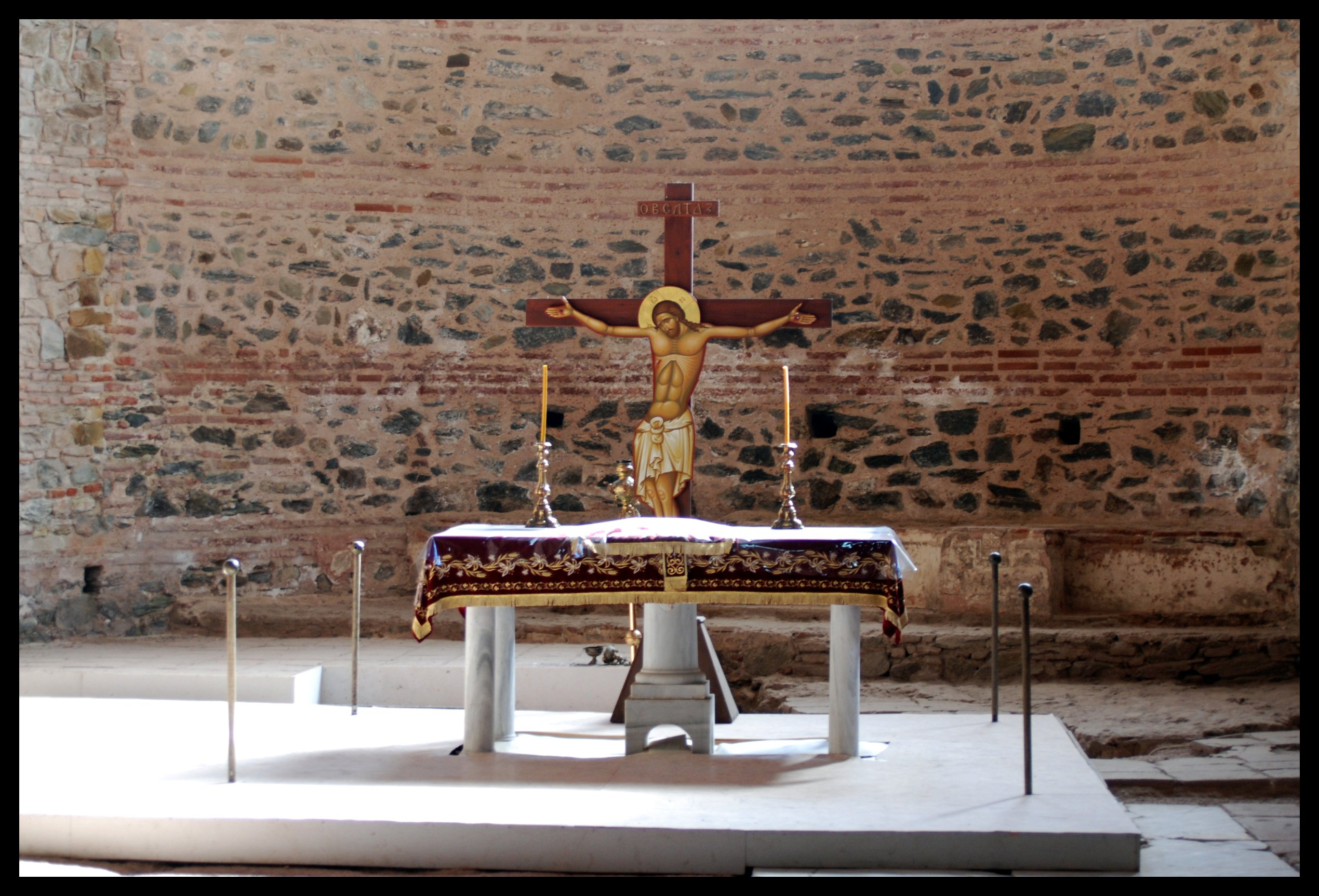
Altare della "tomba di Galerio", oggi chiesa di San Giorgio.
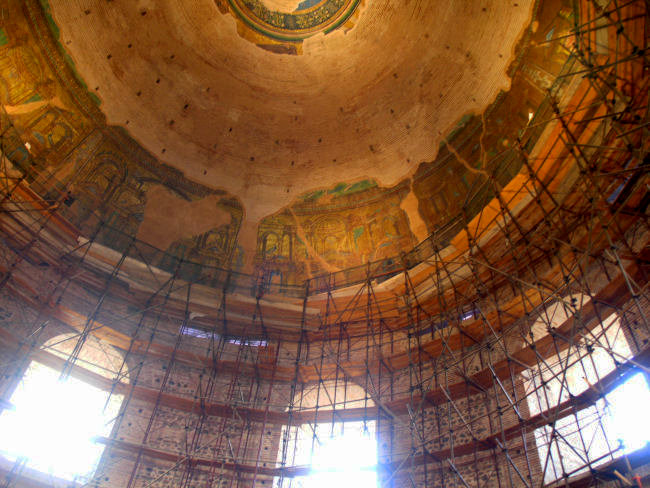
Mosaici della cupola interna della "tomba".
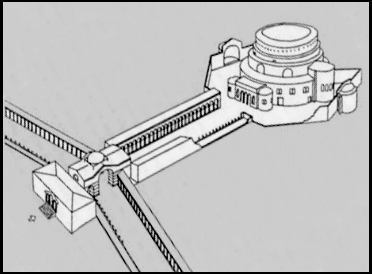
Ricostruzione grafica della tomba di Galerio e dell'arco di Galerio.
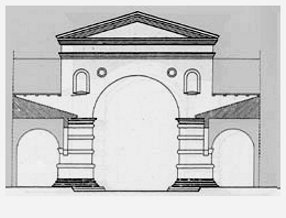
Ricostruzione dell'arco di Galerio.
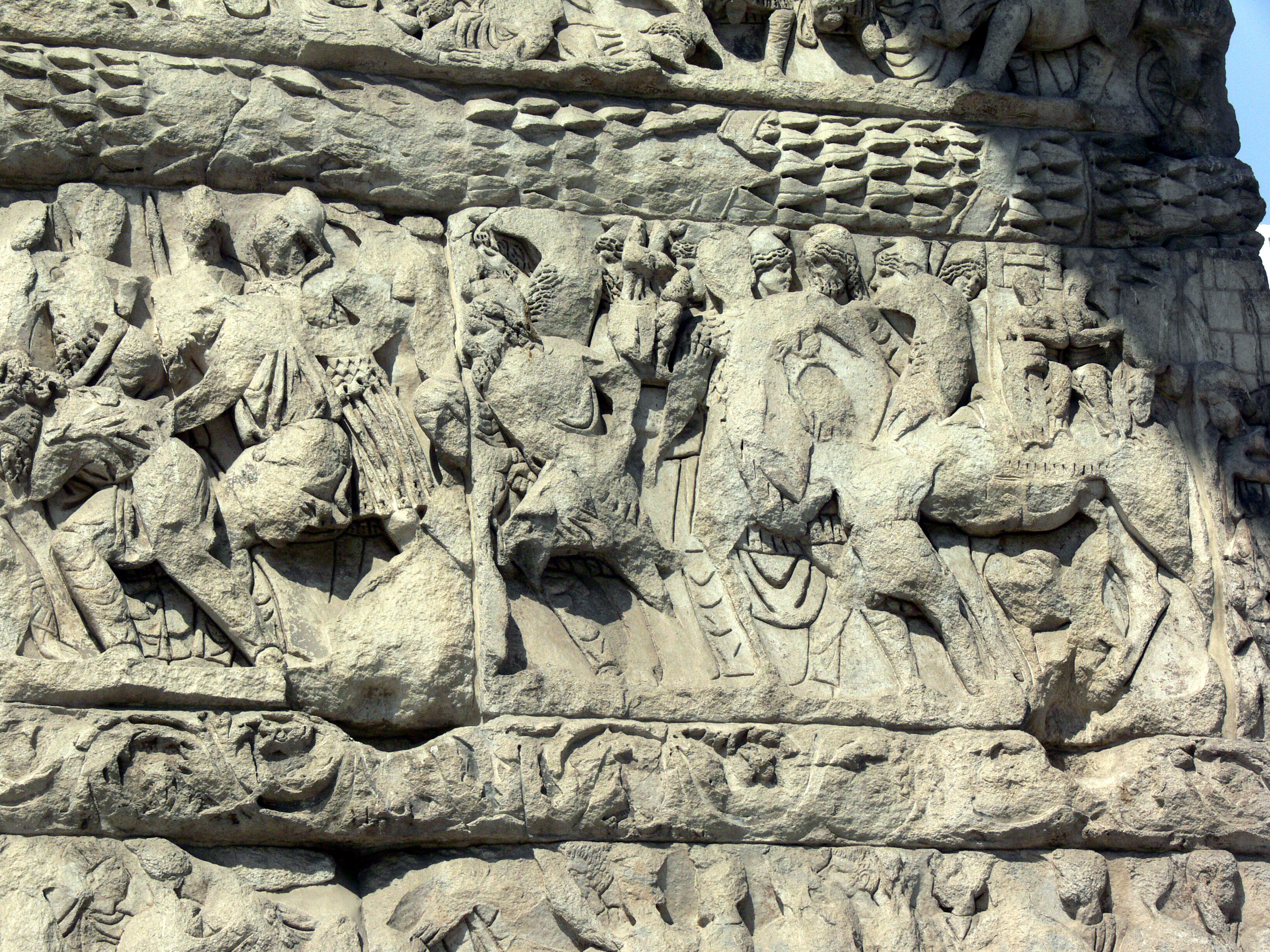
Rilievo dell'arco di Galerio a commemorazione delle sue imprese vittoriose contro i Persiani sasanidi.
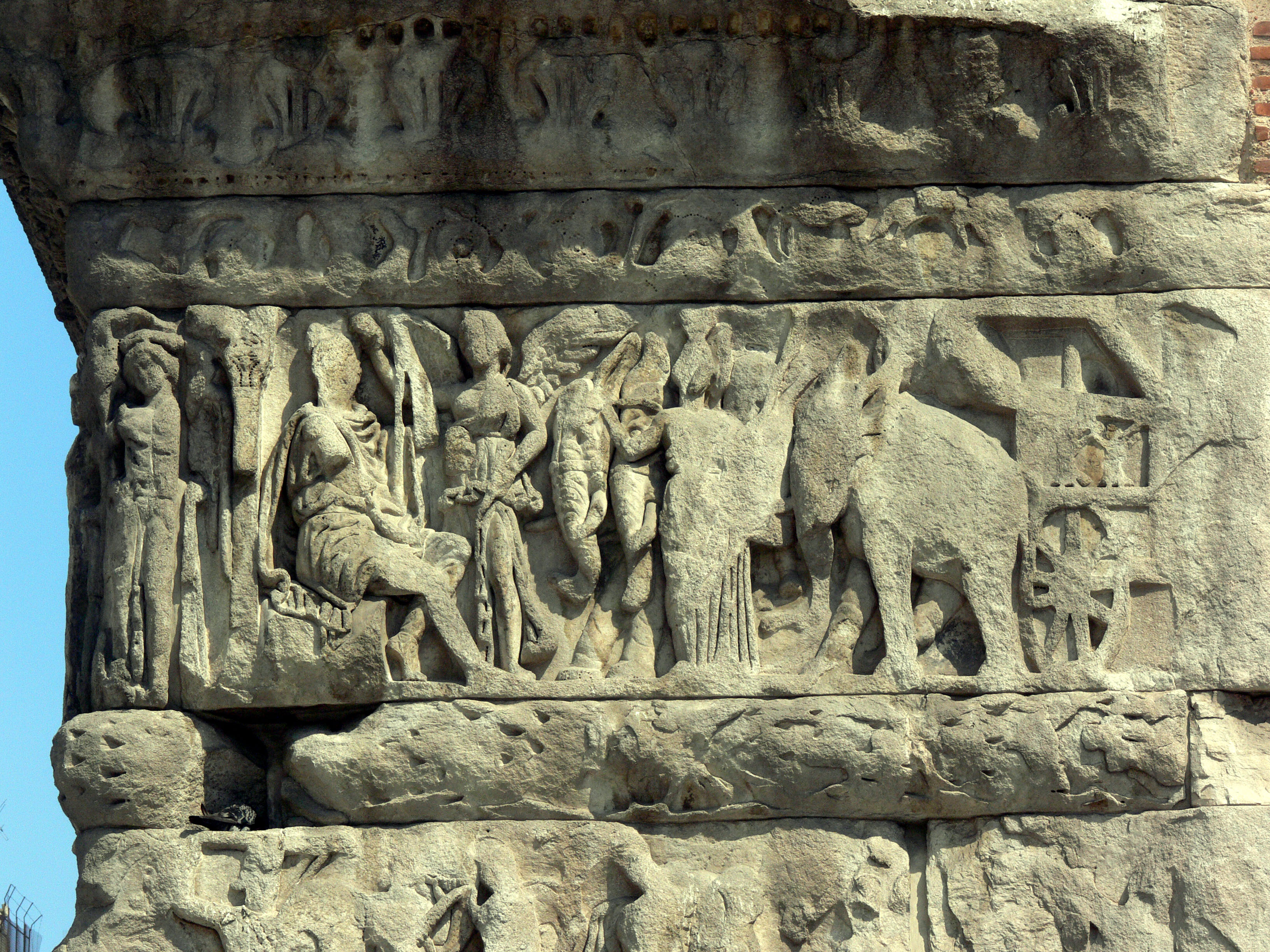
Altra immagine del rilievo scultoreo dell'arco trionfale.
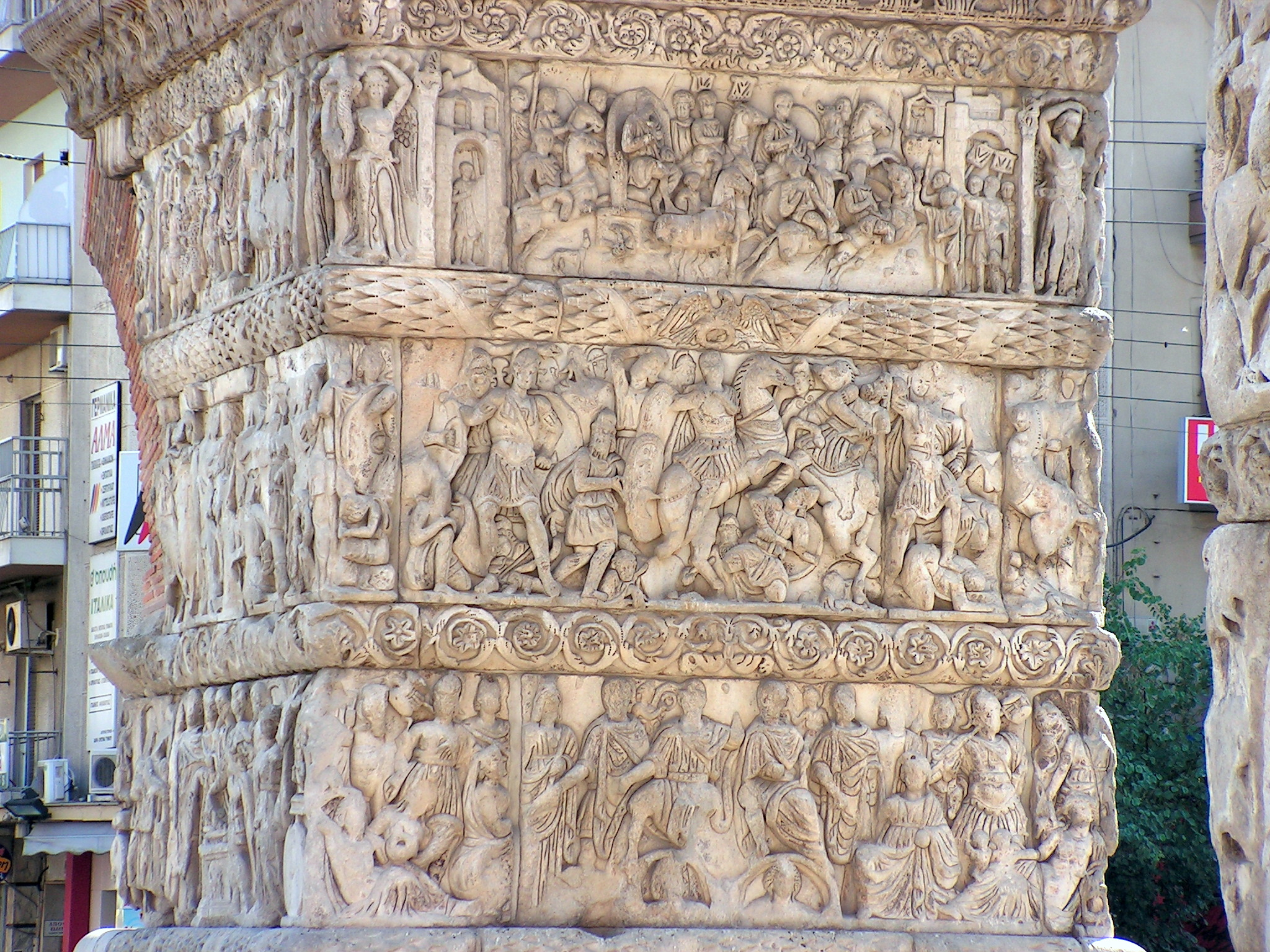
Altra immagine del rilievo scultoreo dell'arco trionfale.
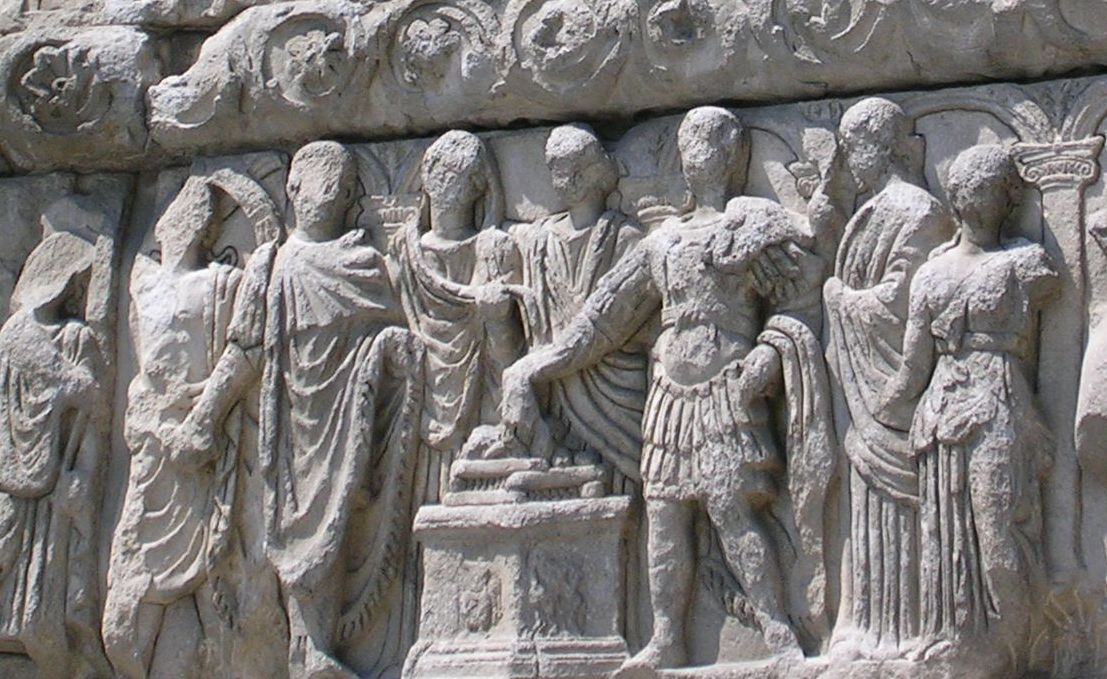
Il rilievo mostra un sacrificio di lustratio prima della campagna militare.
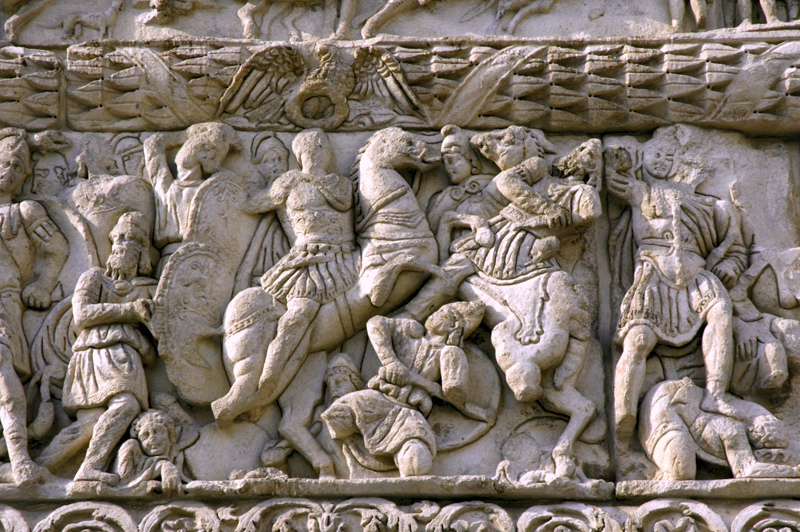
Scena di battaglia tra Romani e Sasanidi.
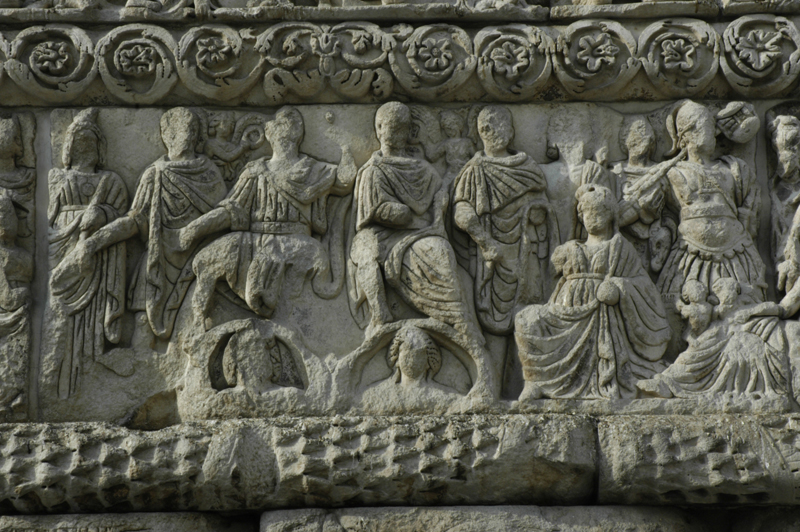
Altra scena dal rilievo.
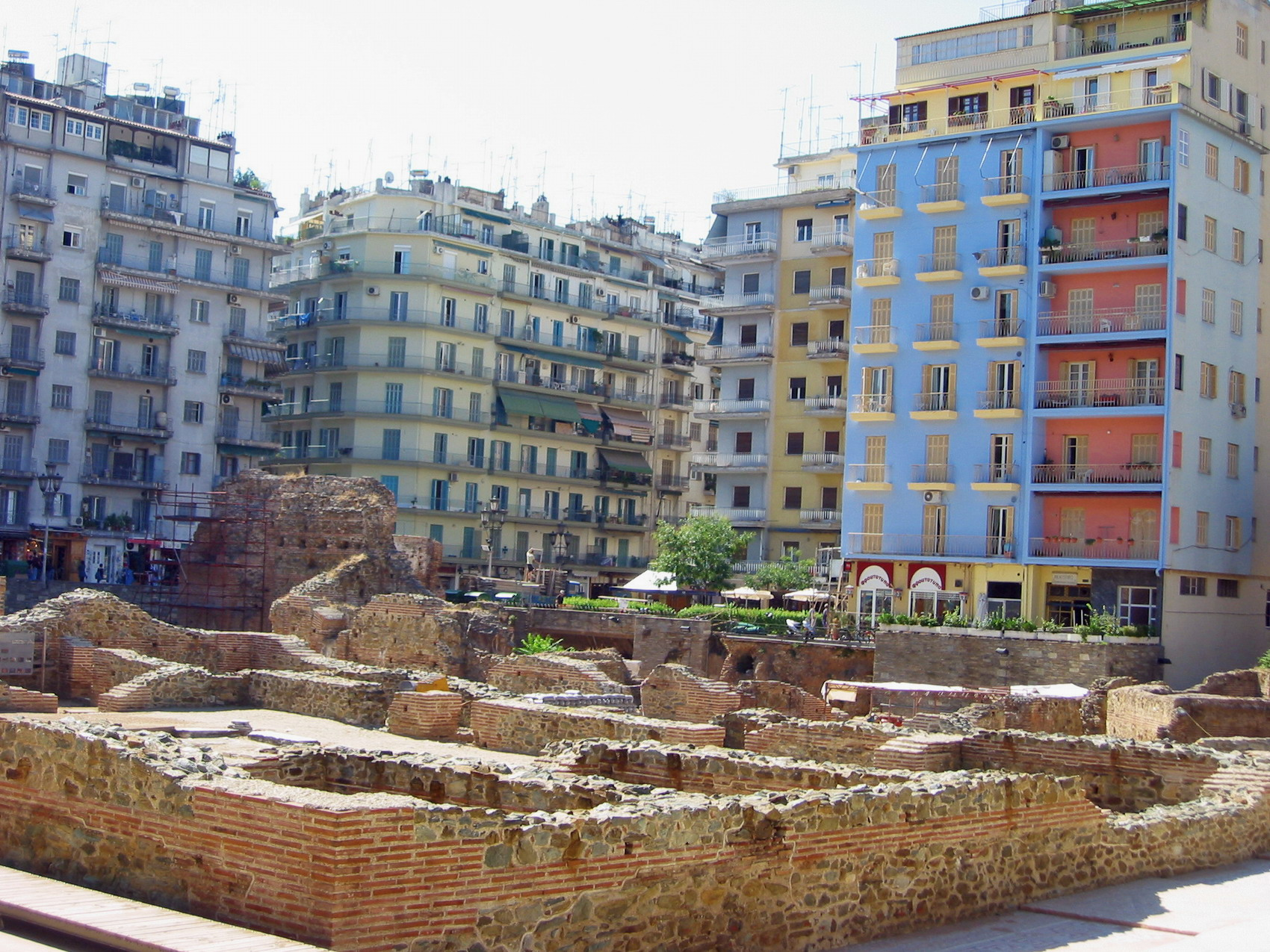
Palazzo imperiale romano di Tessalonica

## Tessalonica bizantina

La città di Tessalonica nel tardo periodo imperiale e nel primo bizantino.

Quando l'Impero Romano venne diviso in una parte orientale ed una occidentale, governate rispettivamente da Costantinopoli e Roma, Tessalonica cadde sotto il controllo dell'Impero romano d'Oriente. La sua importanza era seconda solo alla stessa Costantinopoli.
Dopo essere stato fidanzato alla figlia di Teodosio II, Licinia Eudossia, Valentiniano III fu inviato in Occidente con un forte esercito, al comando del magister militum Ardaburio e di suo figlio Aspare, e sotto la tutela della madre Galla Placidia, che agiva da reggente per il figlio di cinque anni. Mentre era in viaggio, a Tessalonica, fu nominato cesare da Elione, il 23 ottobre del 424.
Nel 451 uno dei vicariati papali era quello dei vescovi di Tessalonica, la cui giurisdizione si estendeva sull'Illiria. Particolare dovere di questo vicariato era la protezione contro il crescente potere del Patriarca di Costantinopoli dei privilegi della Santa Sede sul distretto dell'Illiria Orientale che apparteneva all'Impero Romano d'Oriente. Papa Leone I concesse il vicariato ad Anastasio, vescovo di Tessalonica, come Papa Siricio lo aveva precedentemente concesso al vescovo Anisio. Il vicario doveva consacrare i metropoliti, convocare in sinodo i vescovi della Provincia dell'Illiria Orientale e sorvegliarli nell'amministrazione del loro ufficio; ma le questioni più importanti avrebbero dovuto essere sottoposte a Roma. Tuttavia, Anastasio di Tessalonica, usò la sua autorità in maniera tanto arbitraria e dispotica da essere severamente rimproverato da Leone, che gli inviò dettagliate direttive per l'esercizio del suo ufficio.
Ai tempi dell'Imperatore Giustiniano I l'Illirico era frequentemente invaso e saccheggiato dalle tribù slave che premevano sul limes danubiano, ma fu solo con i regni di Tiberio II e Maurizio che si ebbero i primi stabilimenti stabili di Slavi al di qua del Danubio. Intorno al 580, infatti, le province balcaniche dovettero subire l'invasione di Slavi e Avari che assediarono due volte Tessalonica (584 e 586). L'Imperatore Maurizio, una volta ottenuta la pace con l'Impero sasanide nel 591, tentò di riprendere il controllo delle regioni balcaniche, ma nonostante numerosi successi non riuscì a scacciare completamente gli Slavi e gli Avari oltre il Danubio. Durante queste guerre contro gli Avari, la decisione imperiale di far svernare l'esercito oltre il Danubio causò la rivolta dei soldati che rovesciarono Maurizio e elessero a nuovo imperatore il soldato Foca. Dopo la morte di Maurizio un'onda di tumulti (stragi, rapine e incendi) si propagò in tutto l'Impero, comprese le province balcaniche, e Tessalonica sarebbe stata risparmiata da tali tumulti solo per intercessione di San Demetrio.
Al tempo dell'imperatore bizantino Foca, Prisco, genero di Foca e prefetto di Costantinopoli, insoddisfatto del principe regnante, decise di prendere contatti con il potente esarca di Cartagine Eraclio il Vecchio, che, appoggiato dal fratello Gregorio, si unì alla congiura, tagliando i rifornimenti di grano che provenivano dall'Africa per la capitale. Il vecchio esarca affidò al figlio Eraclio (futuro imperatore bizantino) il comando della marina e a suo nipote Niceta, figlio del fratello Gregorio, il comando dell'esercito terrestre. Fu così che in questa circostanza il giovane Eraclio fece rotta su Tessalonica nel 609, occupando alcune isole lungo il percorso e reclutando uomini e navi, e nell'estate del 610, con la sua marina si diresse verso Costantinopoli.

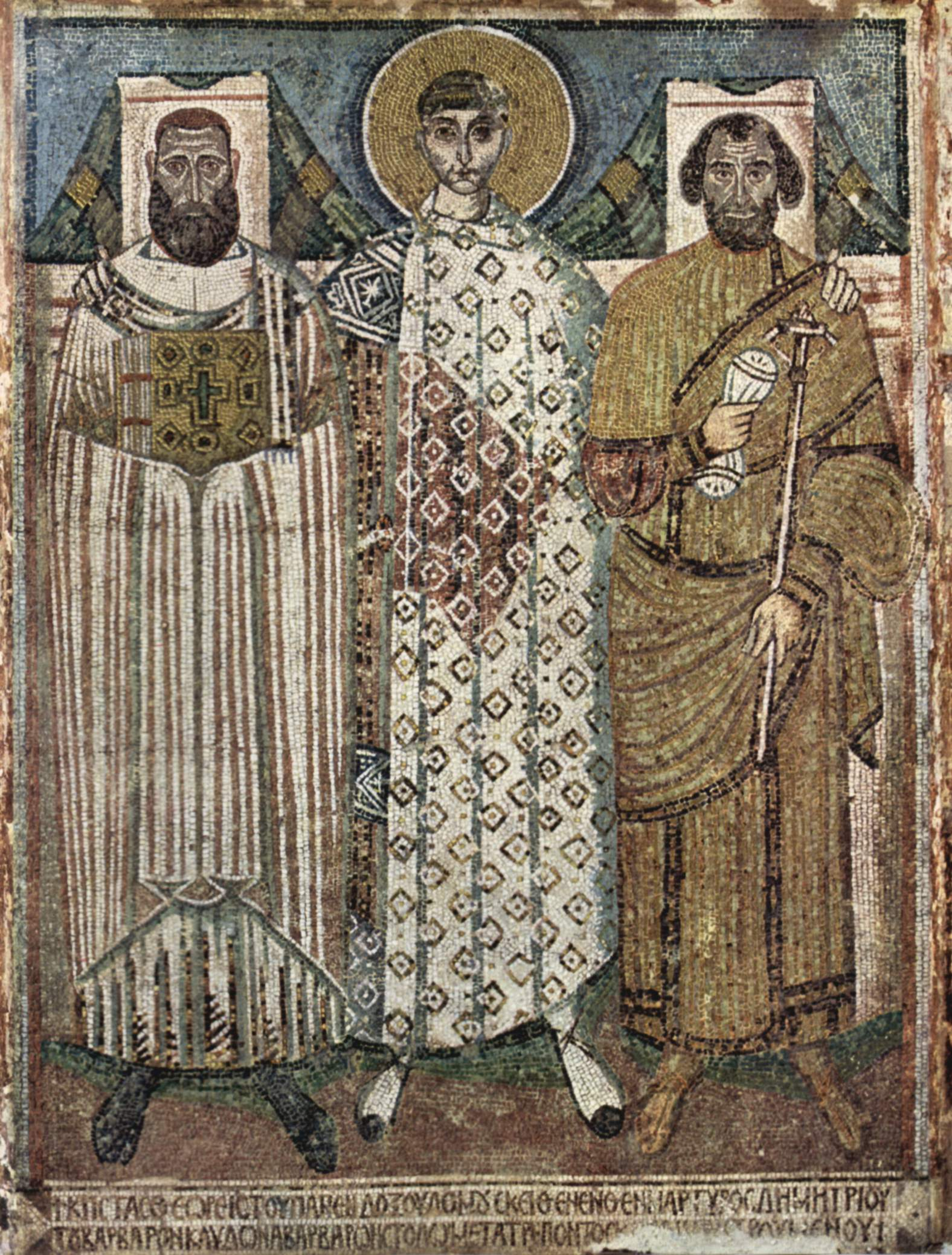
Mosaico del VII secolo dalla Cattedrale di San Demetrio a Tessalonica (odierna Salonicco), raffigurante il santo in compagnia dell'arcivescovo cittadino (a sinistra) e dell'eparca (a destra)

Durante i regni di Foca e Eraclio la situazione nei Balcani, già critica in precedenza, divenne ancora più grave con i Balcani finiti completamente in mano slava, a parte alcune città tra cui Tessalonica; quest'ultima città divenne il rifugio di Bizantini profughi «dalla Pannonia, dalla Dacia, dalla Dardania e dalle altre province», che sceglievano questa città come rifugio anche perché si credeva che la città fosse protetta dal suo patrono San Demetrio. Tessalonica continuò ad essere la sede del prefetto del pretorio dell'Illirico il quale però cambiò nome in prefetto di Tessalonica in quanto la prefettura ormai si estendeva solo sulla città di Tessalonica e dintorni. La nostra fonte principale sul periodo, i Miracula S. Demetrii, narrano che la città di Tessalonica fu assediata da Avari e Slavi in due differenti circostanze: nel 617 e nel 619, salvandosi, secondo almeno la versione dell'agiografia, per intercessione di San Demetrio, protettore della città. Nel 620 o nel 623, con una nuova crisi con i Sasanidi di Cosroe II, Eraclio riuscì a firmare la pace con il khaghan degli Avari, in modo da non dover più combattere su due fronti, visto che i Balcani subivano continue razzie da parte degli Avari, ma, anche se il potere degli Avari declinò dopo il fallito assedio di Costantinopoli del 626, Tessalonica continuò ad essere minacciata dalle incursioni degli Slavi.
Si racconta che nel 654, prima di uno scontro tra gli Arabi e l'Imperatore bizantino Costante II, quest'ultimo sognò se stesso a Tessalonica e chiese il significato di questo suo sogno a un interprete. Questo fu il suo responso: «O Imperatore, magari tu non ti fossi mai addormentato e non avessi mai fatto questo sogno! La tua presenza a Tessalonica suggerisce la frase θὲς ἄλλῳ νὶκην, che significa: “Si dia a qualcun altro la vittoria”. In altre parole, la vittoria arriderà al tuo nemico». I Romani persero nettamente la battaglia: 500 navi bizantine vennero distrutte e 20 000 Romani perirono, mentre l'Imperatore riuscì a salvarsi a stento.
Mentre era in corso l'assedio arabo di Costantinopoli, nel 674-678, gli Slavi ne approfittarono per minacciare Tessalonica: l'agiografia Miracoli di San Demetrio narra infatti che l'Imperatore, avendo il prefetto di Tessalonica accusato Perbundo, re della tribù slava dei Rhynchinoi e residente proprio a Tessalonica, di tramare qualche intrigo a danni della città, fece arrestare Perbundo e lo fece portare nella capitale, dove tuttavia il prigioniero fu trattato con riguardo, con la promessa che sarebbe stato liberato una volta terminato l'assedio arabo; su consiglio del suo interprete, tuttavia, Perbundo tentò la fuga, mascherandosi da cittadino di Costantinopoli e cercando riparo nella tenuta dell'interprete, con l'intenzione di ritornare nel giro di pochi giorni tra il suo popolo; l'Imperatore, preoccupato, lo fece cercare e al contempo inviò alla città di Tessalonica l'avvertimento di tenersi pronta ad un eventuale assalto slavo; trovato infine Perbundo, Costantino IV punì dapprima coloro che lo avevano aiutato nel tentativo di fuga con l'esecuzione e, successivamente, avendo Perbundo confessato che tramava effettivamente qualcosa contro Tessalonica, fece giustiziare anche il leader slavo. Ciò provocò l'ira degli Slavi che assaltarono le mura di Tessalonica; finché l'assedio arabo durò, Costantinopoli non fu in grado di reagire, ma, terminato l'assedio, l'Imperatore poté lanciare una controffensiva nei Balcani che ottenne qualche vittoria sugli Slavi, liberando Tessalonica dall'assedio.
La sostanziale tranquillità lungo i confini orientali permise a Giustiniano II nel 687 di rivolgersi ai Balcani, invasi dalle tribù degli Slavi: trasferì la cavalleria dall'Anatolia alla Tracia e tra il 688 e il 689 sconfisse i Bulgari in Macedonia, percorrendo la via Ignazia da Costantinopoli a Tessalonica, la seconda città dell'impero in Europa. Gli sconfitti Slavi vennero deportati in Anatolia, dove andarono a costituire una forza militare di 30 000 uomini. Probabile conseguenza di questa spedizione fu la creazione del thema degli Elledici, creato poco prima il 695; a quell'epoca il tema degli Elledici non era ancora una circoscrizione territoriale, ma l'esercito locale reclutato dalle zone di Tessalonica e della Tessaglia. Solo in seguito la parola "thema" assunse il significato di provincia in cui il "tema" inteso come esercito era stanziato. Tra la fine dell'VIII secolo e l'inizio del IX secolo il controllo bizantino nella Grecia fu ristabilito con la sottomissione graduale degli Slavi, e prima dell'836 Tessalonica divenne un tema.

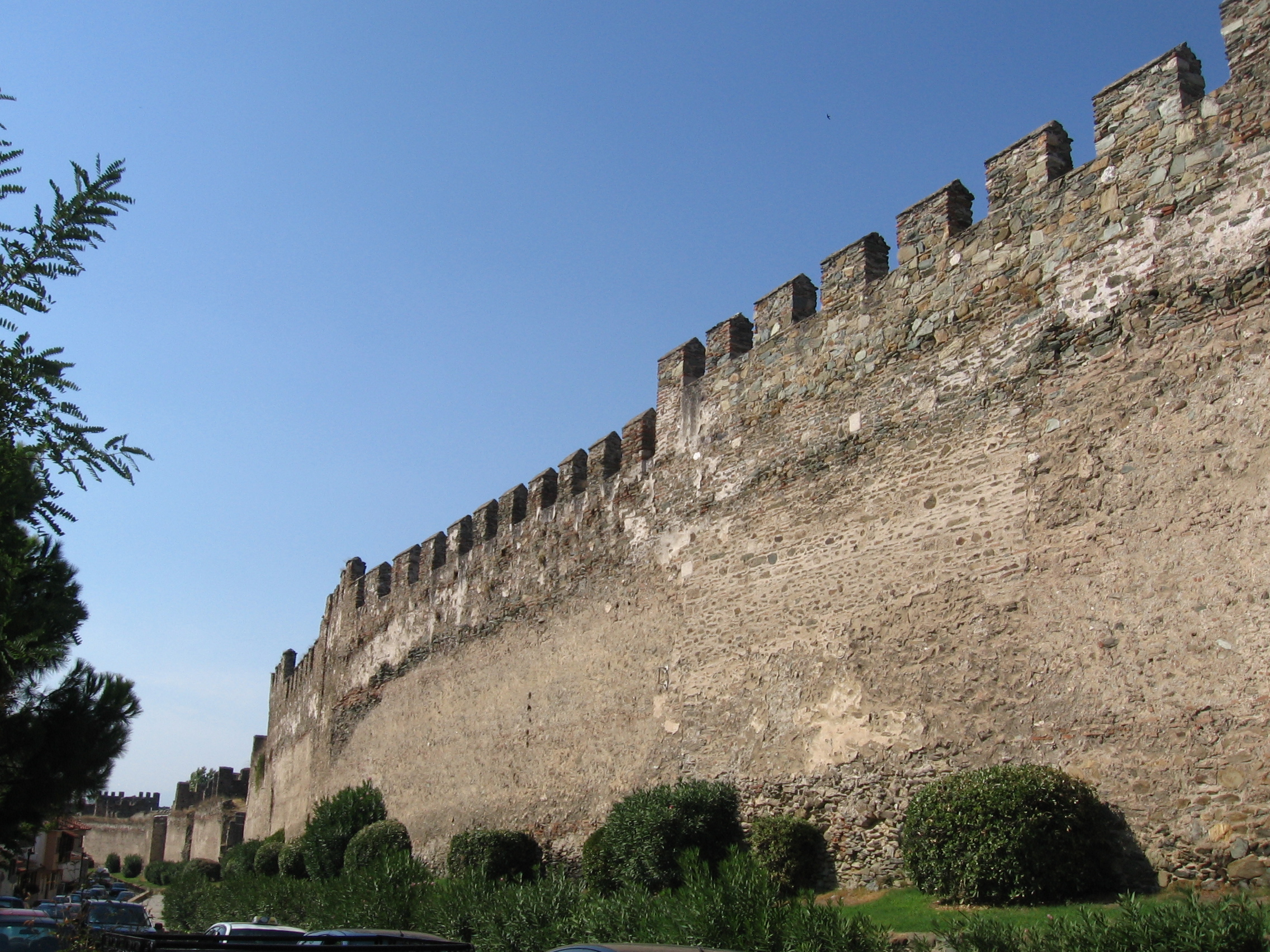
Le mura bizantine di Tessalonica

Al tempo dell'Imperatore Leone VI, Tessalonica fu assediata nel 904, da un certo Leone di Tripoli, un disertore di origine greca passato dalla parte araba. I dettagli dell'assedio sono forniti da Giovanni Cameniate il quale riporta che gli abitanti videro i corsari arabi arrivare in vista della città domenica 29 luglio 904. Dopo un assedio di tre giorni i corsari arabi riuscirono a espugnare e saccheggiare la città; dopo il saccheggio i corsari arabi abbandonarono la città portando con sé molti abitanti tessalonicesi che erano stati catturati e che vennero venduti come schiavi.
Tessalonica subì poi, verso la fine del X secolo, gli assalti dell'ambizioso zar bulgaro Samuele, intenzionato a impossessarsi di Durazzo e Tessalonica per assicurarsi il controllo strategico della Via Ignatia, ma, nonostante diversi assalti, la città resistette. Basilio II diresse da Tessalonica le operazioni militari contro i Bulgari di Samuele, che riuscì ad annientare e annettere all'Impero.
Nel 1081 Tessalonica fu minacciata dai Normanni, che dopo aver sottratto a Bisanzio il possesso dell'Italia meridionale (1071), invasero la Grecia minacciando apertamente Tessalonica. Dopo un breve assedio Durazzo, la fortezza che difendeva l'ingresso alla via Ignatia che conduceva a Tessalonica, cadde in mano normanna, aprendo all'invasore la via per Tessalonica. Preoccupato della minaccia normanna, l'Imperatore Alessio I chiese aiuti militari a Venezia in cambio della concessione di importanti privilegi commerciali; l'intervento della flotta veneziana per tagliare le linee di rifornimento dei Normanni e alcuni importanti successi campali bizantini, spinsero infine i Normanni al ritiro nel 1085.
Un ulteriore attacco normanno avvenne nel 1185, e questa volta (il 24 agosto) Tessalonica cadde: i suoi abitanti greci vennero trucidati dai Normanni, come rappresaglia per l'eccidio dei Latini a Costantinopoli ordinato tre anni prima dall'imperatore Andronico I Comneno. Costantinopoli era ormai apertamente minacciata e gli abitanti, attribuendo la grave crisi all'Imperatore, trucidò Andronico (settembre 1185). L'esercito normanno fu però decimato da epidemie, e il generale Alessio Brana inflisse due sconfitte decisive ai Normanni, costringendoli ad evacuare Tessalonica e ad evacuare la Grecia. Il nuovo Imperatore, Isacco I Angelo non riuscì ad arrestare la disgregazione dell'Impero: i Bulgari riconquistarono l'indipendenza, Cipro si rivoltò e secessionò dall'Impero, e tutti questi insuccessi non furono che il preludio della conquista crociata di Costantinopoli del 1204, con cui l'Impero bizantino cadde una prima volta, prima di essere restaurato nel 1261.
Dopo la prima caduta dell'Impero bizantino come conseguenza della Quarta crociata del 1204 (al suo posto fu costituito l'Impero latino), Tessalonica fu assegnata a Bonifacio I del Monferrato, che ottenne il titolo di re di Tessalonica. Dopo aver resistito con successo all'assedio dei Bulgari di Kalojan nel 1205, il regno di Tessalonica subì un graduale indebolimento interno, e di ciò ne approfittò il despota di Epiro Teodoro Angelo Ducas che, dopo un lungo assedio, espugnò Tessalonica nel 1224 rendendola la sua capitale. Teodoro Angelo, ambendo a riconquistare Costantinopoli e ricostituire l'antico Impero bizantino, assunse la porpora e i titoli di basileus e autokrator dei Romei, contrapponendosi così all'Impero di Nicea. Durante la lotta tra i due stati eredi principali di Bisanzio, Nicea ed Epiro, Teodoro Angelo tentò di conquistare Costantinopoli e durante la lotta attaccò i Bulgari ma, sconfitto nel 1230, fu catturato e accecato. Suo fratello Manuele riuscì a conservare Tessalonica, Tessaglia e Epiro, ma le più recenti conquiste di Teodoro andarono perse a vantaggio dei Bulgari. Nel 1242 l'Imperatore di Nicea Giovanni III Vatatze attaccò Tessalonica, ma fu spinto al ritiro da un improvviso attacco mongolo; comunque la campagna ebbe effetti positivi per Nicea perché il sovrano di Tessalonica rinunciava al titolo di basileus riconoscendo la sovranità del basileus di Nicea, ricevendo in cambio il titolo di despota. Quattro anni dopo, nel 1246, lo stesso sovrano attaccò di nuovo a Tessalonica, espugnandola a dicembre e deponendo l'ultimo sovrano di Tessalonica, Demetrio figlio di Teodoro (1244-1246). Tessalonica divenne la sede del vicario dei possedimenti europei dell'Impero di Nicea, che nel 1261 riconquistò Costantinopoli restaurando l'Impero bizantino sotto la Dinastia dei Paleologi.
Nella primavera del 1308 la città venne cinta d'assedio dalla Compagnia Catalana, dapprima assoldata dall'Imperatore per combattere gli Ottomani in Turchia, ma che rivoltandosi aveva finito per creare non pochi danni all'Impero. Nel 1334 e nel 1341 i Serbi, che si stavano espandendo in Grecia ai danni di Bisanzio, assediarono Tessalonica, ma senza esito. Poco tempo dopo, nel 1342, nel corso di una guerra civile, la città finì in mano degli Zeloti, un forte partito interno nella città, che costrinsero alla fuga il governatore della città, Teodoro Sinadeno; poiché però i Zeloti erano avversari del ribelle Cantacuzeno, riconobbero come legittimo l'Imperatore Giovanni V Paleologo, e l'amministrazione della città venne affidata non solo dal capo dei Zeloti, ma anche da un governatore rappresentante dell'Imperatore; comunque era il capo dei Zeloti a detenere il reale potere, cosicché per sette anni Tessalonica si rese de facto indipendente dall'Impero, reggendosi con leggi proprie. Cantacuzeno cercò prima l'alleanza con la Serbia, che però poi l'abbandonò schierandosi dalla parte dell'Imperatore legittimo, poi dei Turchi, ma nemmeno quest'ultima alleanza gli permise di espugnare Tessalonica, a cui dovette per il momento rinunciare, rinunciando a buona parte della Grecia a favore del re serbo Dusan. Con il sostegno dei Turchi, a cui però permise di saccheggiare il territorio imperiale e a fare concessioni, Cantacuzeno conquistò gran parte della Tracia, minacciando Costantinopoli: la reazione conseguente all'avanzata del nemico interno provocò l'assassinio del più grande rivale di Cantacuzeno, il megas dux Alessio Apocauco, assalito e assassinato dai prigionieri mentre visitava le prigioni del palazzo imperiale (11 giugno 1345). Questo avvenimento provocò degli effetti anche a Tessalonica, dove si formò una crescente opposizione al governo dei Zeloti: il megas primicerius Giovanni Apocauco, figlio di Alessio, fece assassinare il capo dei Zeloti e assunse il controllo della città, riconoscendo come Imperatore il ribelle Cantacuzeno. Il governo di Giovanni Apocauco non durò però a lungo, perché ben presto si scatenò la reazione dei Zeloti, che, condotti da Andrea Paleologo, insorsero, catturarono e uccisero Giovanni, insieme a un centinaio di seguaci, che vennero gettati dalle mura della città e sbranati dagli Zeloti sotto le mura; i ceti più abbienti furono condotti come schiavi con la corda al collo per le vie della città, trascinati per la strada dai loro antichi schiavi. Il dominio dei Zeloti non durò però ancora a lungo: il 13 maggio del 1347 Cantacuzeno, vinta la guerra civile, fu incoronato imperatore e gli Zeloti, non riconoscendolo come Imperatore, preferivano piuttosto cedere la città al re serbo Stefano Dusan piuttosto che riconoscere l'autorità di Cantacuzeno. Prima che le trattative potessero andare in porto, nel 1350 Tessalonica fu recuperata da Cantacuzeno.
Fu poi assediata dagli Ottomani nel 1383 e cadde in loro mani nel 1387. Fu poi recuperata da Bisanzio, ma ricadde in mani turche il 12 aprile 1394. Il sovrano ottomano Bayazid costrinse l'Impero, che ormai si estendeva solo su Costantinopoli e il suo entroterra, alcune isole dell'Egeo e una parte del Peloponneso, al vassallaggio e sembrava prossima la conquista di Costantinopoli stessa. I Mongoli di Tamerlano inflissero però ai Turchi una grave sconfitta nel 1402, e a causa della breve crisi nell'Impero ottomano a causa della grave sconfitta, i Bizantini poterono riguadagnare il possesso di Tessalonica nello stesso anno. Nel 1423, tuttavia, essendo non più capaci di difenderla dagli Ottomani, il despota di Tessalonica Andronico Paleologo, figlio dell'imperatore Manuele II Paleologo consegnò Tessalonica alla Repubblica di Venezia. Nemmeno i Veneziani furono però in grado di difendere Tessalonica dai Turchi, e pochi anni dopo, dopo un breve assedio, il 29 marzo 1430 il sultano ottomano Murad II espugnava Tessalonica.

### Archeologia del periodo bizantino
Intorno al 450 vennero costruite le mura di Tessalonica, lunghe 1 750 metri da est a ovest e 2 100 metri da nord e sud. Le fortificazioni di Tessalonica possono essere suddivise in due sezioni: le mura cittadine, e la cittadella. Le mura della città inferiore sono rettangolari; la parte delle mura contigua al mare (al sud) è scomparsa, fatta eccezione per la cosiddetta Torre Bianca, costruita dai Veneziani. La cittadella occupa la porzione nord-orientale della città, posta su un'altura. Tessalonica preserva molti monumenti di età bizantina, come la sezione settentrionale delle mura. È stata scoperta nel centro della città una grossa costruzione identificata come bizantina, mentre nella porzione settentrionale è stato identificato un bagno bizantino. Tra le Chiese bizantine di Tessalonica si ricordano: le chiese di Santa Caterina (tardo XIII secolo), del profeta Elia, San Panteleemone e dei Tassiarchi (XIV secolo), note per l'architettura caratteristica; ma anche le Chiese di Acheiropoietos, di San Demetrio, di San Giorgio, di Hagia Sofia, dei Santi Apostoli, di Hosios David, di San Nicola Orfano, e di Panagia Ton Chalkeon.

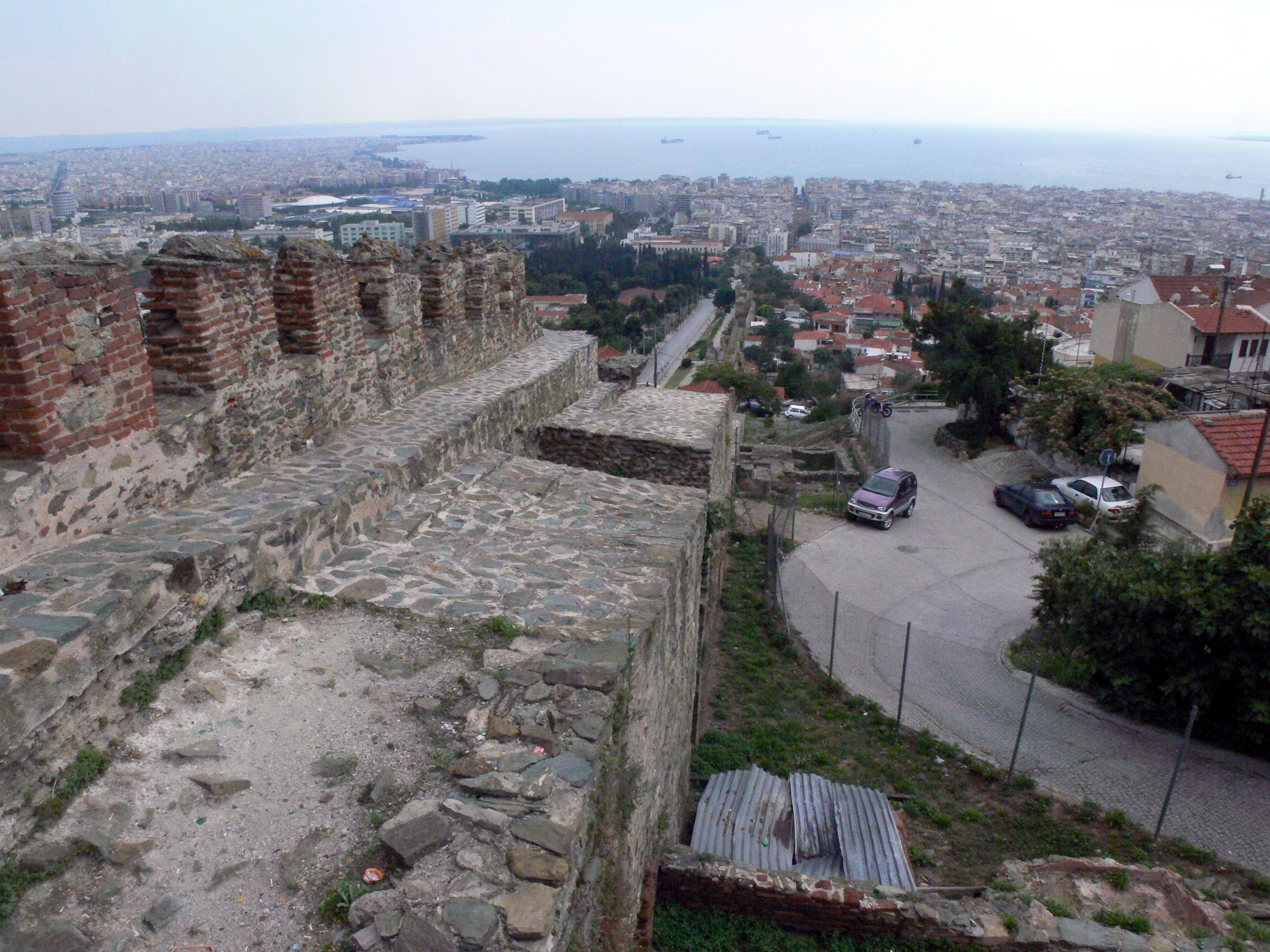
Mura bizantine di Tessalonica, sullo sfondo il mare ed il porto.
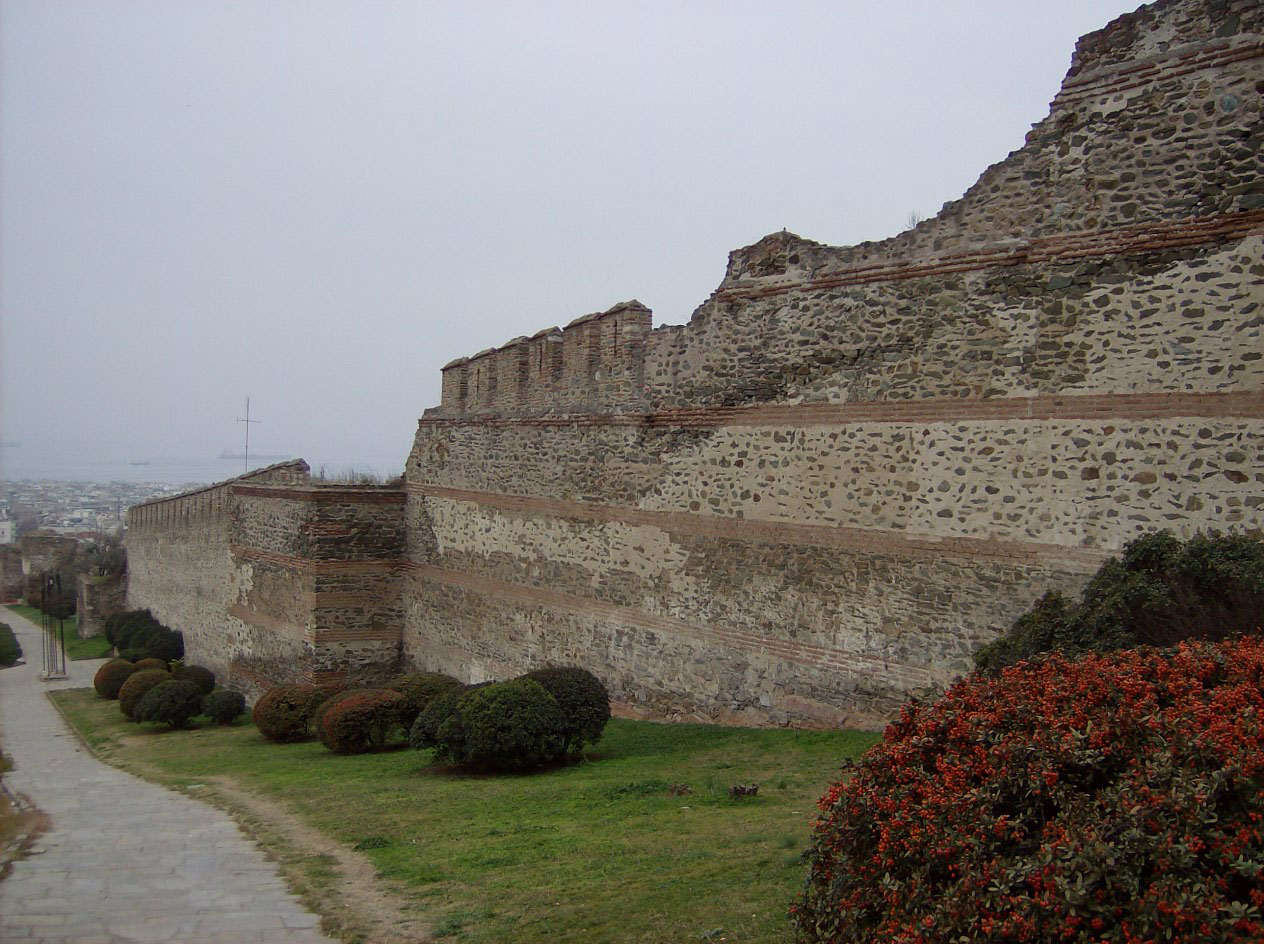
Altro tratto di mura difensive di Tessalonica del V secolo.

All'inizio del X secolo la città era attraversata da una strada pubblica che faceva sì che molti viandanti si fermassero nella città per commerciare nell'agorà merci di vario tipo, dai metalli preziosi ai tessuti di lana. Tra i vari luoghi di culto spiccavano il santuario della divina onnicreatrice sapienza del Verbo superstanziale, il tempio dell'immacolata Vergine e quello di San Demetrio. L'acropoli, chiamata sobborgo di San Davide, sovrastava Tessalonica e vi abitava una comunità di monaci.
In occasione della festa di San Demetrio si teneva una grande fiera, che attirava mercanti da tutto il Mediterraneo:
(Timarione, in La satira bizantina nei secoli XI-XV, pp. 117 e pp. 119.)
A Tessalonica vi era una zecca imperiale.